# Nicholas Georgescu-Roegen
Nicholas Georgescu-Roegen, quien al nacer recibió el nombre de Nicolae Georgescu (Constanza, Rumania, 4 de febrero de 1906-Nashville, Tennessee, 30 de octubre de 1994), fue un matemático, estadístico y economista rumano, autor de la obra de 1970-1971 La ley de la entropía y el proceso económico (The Entropy Law and the Economic Process, en el original en inglés), en donde estableció la idea de que la segunda ley de la termodinámica gobierna los procesos económicos, es decir, que la "energía libre" utilizable tiende a dispersarse o a perderse en forma de "energía restringida". Su libro se considera la obra fundacional en el campo de la termoeconomía. Fue el primer economista que habló de termodinámica y entropía.

## Trayectoria biográfica

### Infancia, adolescencia y educación

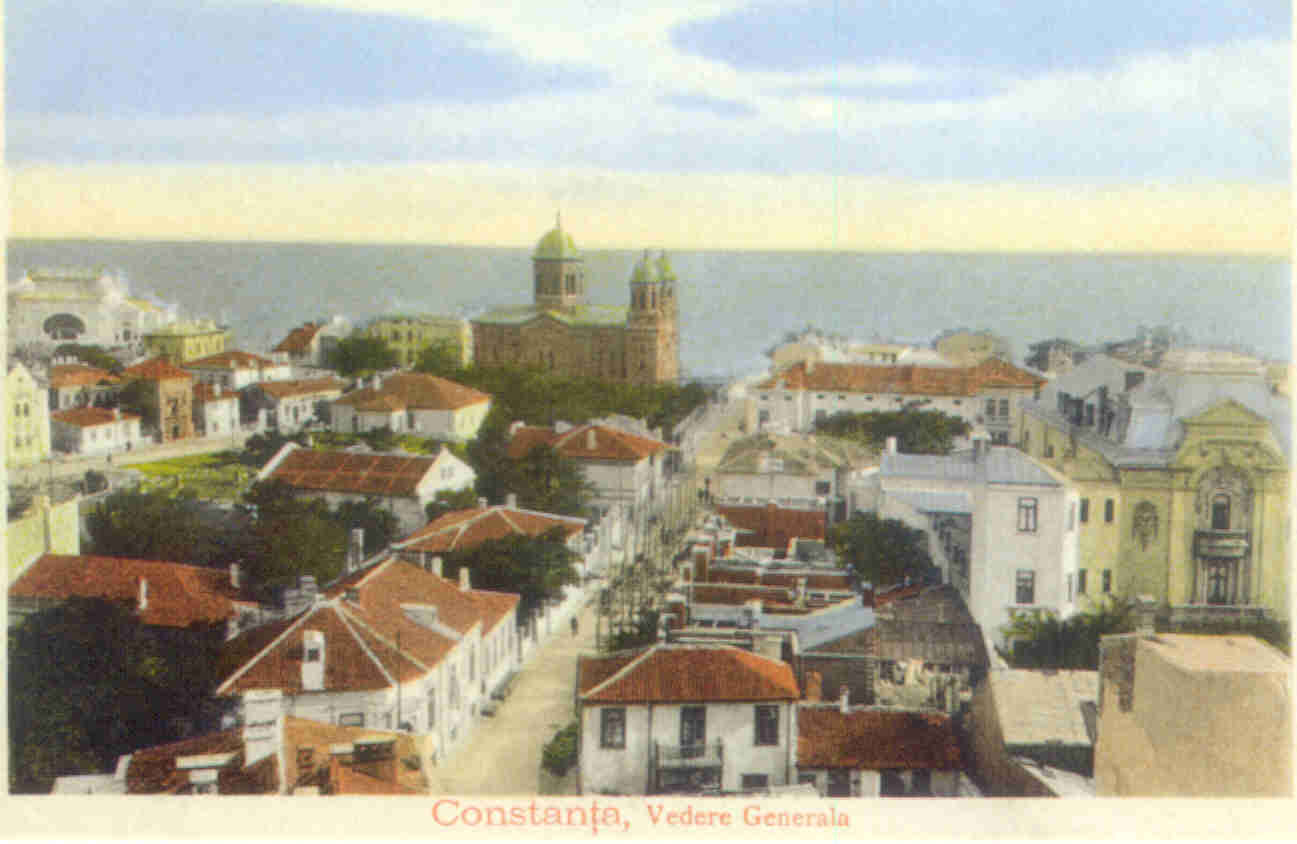
Constanţa en 1909

Nicolae Georgescu nació en Constanţa, Rumania en 1906 en una familia de orígenes humildes. Su padre, de ascendencia griega, era un oficial del ejército. Su madre, una persona de etnia rumana, era profesora de costura en una escuela para niñas. El padre pasó tiempo enseñando a su hijo a leer, escribir y calcular, y plantó en el niño la semilla de la curiosidad intelectual. Con su ejemplo de vida, la madre le enseñó a su hijo el valor del trabajo duro. Después de haber perdido su posición en el ejército por razones disciplinarias, el padre murió cuando Nicolae tenía solo ocho años.
Constanţa era entonces un pequeño puerto del mar Negro con unos 25 000 habitantes. La mezcla de diversas culturas y grupos étnicos en la ciudad dio forma al espíritu cosmopolita de Nicolae desde sus primeros años. En la escuela primaria, Nicolae sobresalió en matemáticas, y un profesor le animó a solicitar una beca en una escuela secundaria, el Lyceum Mânăstirea Dealu ("Liceo del Monasterio de la colina"), una nueva escuela de preparación militar en la ciudad. Nicolae ganó una beca allí en 1916, pero su asistencia se retrasó por la entrada de Rumania en la Primera Guerra Mundial. Su madre viuda huyó con la familia a Bucarest, la capital del país, donde se quedaron con la abuela materna de Nicolae durante el resto de la guerra. En estos tiempos de dificultades, Nicolae tuvo experiencias traumáticas de la niñez de las agonías de la guerra. Quería convertirse en profesor de matemáticas, pero apenas podía realizar sus tareas escolares.
Después de la guerra, Nicolae regresó a su ciudad natal para asistir al liceo. Los estándares de enseñanza eran altos, y muchos de los profesores luego se convirtieron en profesores universitarios, pero la disciplina fue reglamentada, con ejercicios físicos de simulacro militar y uniformes. A los estudiantes no se les permitía abandonar la escuela excepto en verano y brevemente durante Navidad y Semana Santa. Nicolae demostró ser un excelente estudiante, especialmente en matemáticas. Más tarde elogió los cinco años de educación secundaria que recibió en el liceo por proporcionarle una educación extraordinaria que le serviría más adelante en su carrera, pero también culpó a la disciplina y el aislamiento monástico del lugar por haber atrofiado sus habilidades sociales, algo que lo pondría en desacuerdo con conocidos y colegas a lo largo de su vida.

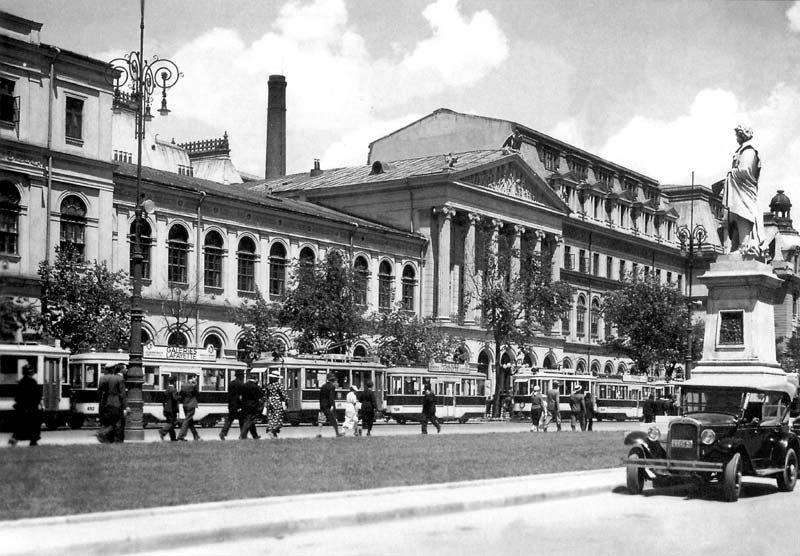
Universidad de Bucarest c. 1921

En el liceo, resultó que Nicolae Georgescu tenía un homónimo. Para evitar cualquier confusión, decidió crear una adición al nombre de su familia, compuesta por la primera y la última letra de su nombre, más las primeras cuatro letras de su apellido, las seis letras colocadas en el orden inverso. : NicolaE GEORgescu → '-Roegen'. Georgescu-Roegen y retendría este apéndice por el resto de su vida. Más tarde en su vida, también cambió su nombre a su forma francesa e inglesa, 'Nicholas'.
Georgescu-Roegen recibió su diploma del liceo en 1923. Gracias a una beca otorgada a niños de familias pobres, pronto fue aceptado en la Universidad de Bucarest para continuar sus estudios en matemáticas. El plan de estudios era convencional, y los métodos de enseñanza eran muy parecidos a los que prevalecían en el liceo. En la universidad, conoció a la mujer que más tarde se convertiría en su esposa por el resto de su vida, Otilia Busuioc. Para mantenerse durante sus estudios, dio clases privadas y enseñó en una escuela primaria fuera de la ciudad. Después de su graduación cum laude en 1926, hizo el examen para calificarse como maestro de escuela secundaria y luego aceptó un puesto de enseñanza por otro año en su antiguo liceo en Constanza.
En la universidad, Georgescu-Roegen conoció de cerca a uno de sus profesores, Traian Lalescu, un matemático de renombre de la época que se había interesado especialmente en aplicar métodos matemáticos a la realidad económica utilizando estadísticas. Lalescu estaba preocupado por la falta de datos adecuados necesarios para analizar la economía de Rumania, por lo que alentó a Georgescu-Roegen a seguir esta línea de investigación en otros estudios en el extranjero. Georgescu-Roegen pronto siguió este consejo: en 1927 se fue a Francia para estudiar en el Institute de Statistique, de la Sorbonne en París.

### Estudios en París y Londres

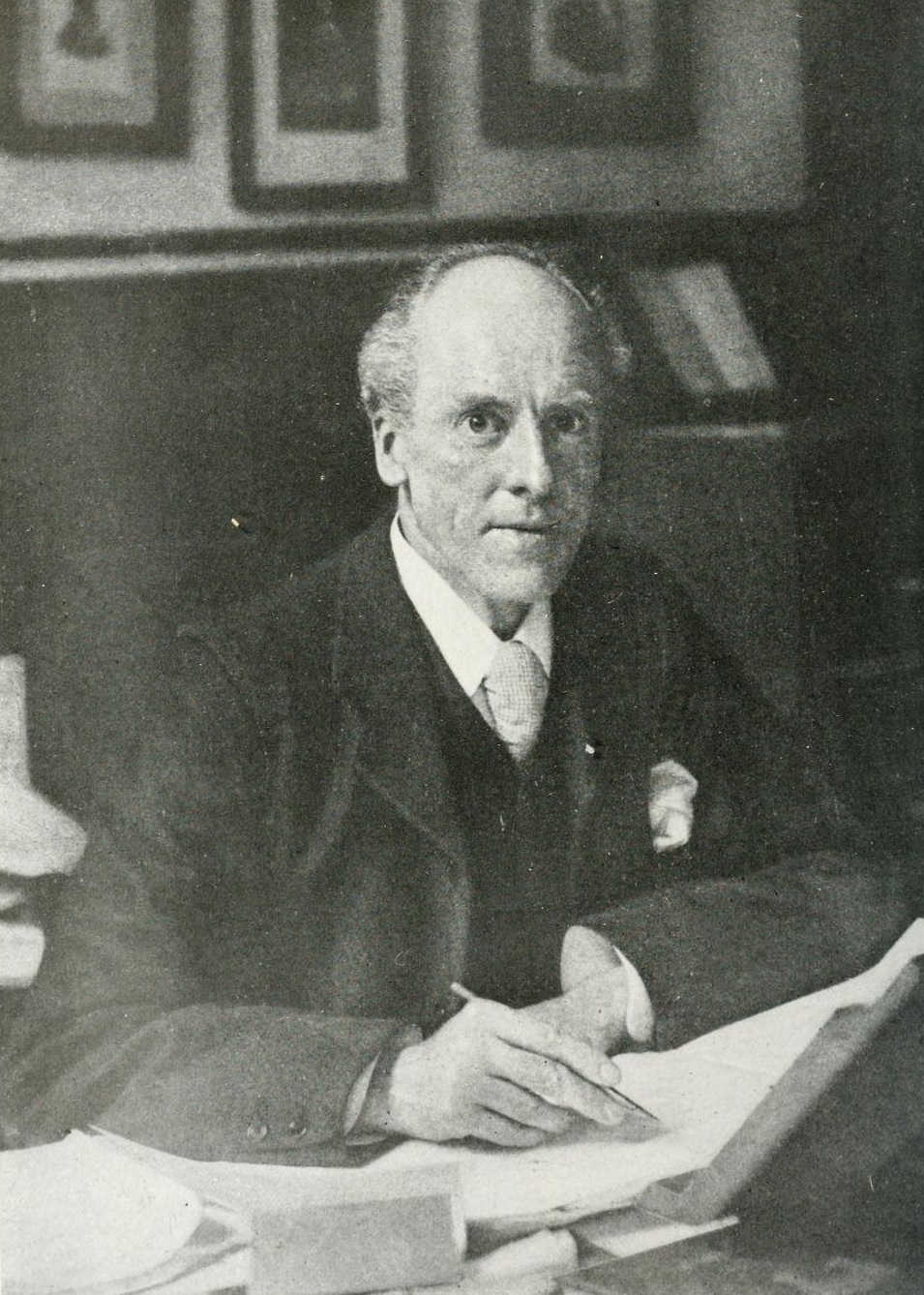
El campo de intereses de Pearson coincidía con el de Georgescu-Roegen.

La estancia de Georgescu-Roegen en París amplió su campo de estudio mucho más allá de las matemáticas puras. No solo asistió a las conferencias de los mejores profesores de estadística y economía en Francia, también se sumergió en la filosofía de la ciencia, especialmente las obras de Blaise Pascal, Ernst Mach y Henri Bergson. La vida cotidiana no era fácil para un estudiante extranjero pobre en una gran ciudad. Los escasos medios que recibió de Rumanía apenas podían mantener sus necesidades más básicas, y los estudiantes franceses se referían habitualmente a todos los estudiantes extranjeros con el término despectivo de "métèques". Pero sus estudios progresaron espléndidamente: en 1930, Georgescu-Roegen defendió su tesis doctoral sobre cómo descubrir los componentes cíclicos latentes en las series temporales. Pasó con honor extraordinario. Émile Borel, uno de los profesores de Georgescu-Roegen, tuvo tan buena opinión de la tesis que la publicó en su totalidad como un número especial de una revista académica francesa.
Mientras estudiaba en París, Georgescu-Roegen se enteró del trabajo de Karl Pearson en el University College de Londres. Pearson fue un destacado erudito inglés de la época, con un campo de intereses que coincidía con el de Georgescu-Roegen, es decir, las matemáticas, las estadísticas y la filosofía de la ciencia. Georgescu-Roegen hizo arreglos para alojarse con la familia de un joven inglés que conoció en París y se fue a Inglaterra en 1931. Durante su estadía en Londres, sus anfitriones no solo aceptaron a Georgescu-Roegen como invitado de pago, sino que también le enseñaron los conceptos básicos del inglés, en preparación para sus estudios en el país.
Cuando se acercó a Pearson y al sistema universitario inglés, Georgescu-Roegen se sorprendió con la informalidad y la apertura que encontró. No tenía más la sensación de métèque. El estudiar con Pearson durante los siguientes dos años y leer el trabajo de Pearson sobre la filosofía de la ciencia, titulado The Grammar of Science, determinó aún más la metodología y filosofía científica de Georgescu-Roegen. Los dos se hicieron amigos, y Pearson animó a Georgescu-Roegen a continuar sus estudios de estadística matemática. Fueron pioneros en la investigación sobre el llamado "problema de los momentos", uno de los temas más difíciles de la estadística en ese momento, pero ninguno fue capaz de resolver el problema. Esto fue una gran decepción para Pearson, pero Georgescu-Roegen estaba satisfecho con su esfuerzo conjunto.
Mientras estudiaba en Londres, Georgescu-Roegen fue contactado por un representante de la Fundación Rockefeller con sede en los Estados Unidos. Debido a sus logros académicos pasados, la fundación quería otorgar a Georgescu-Roegen una beca de investigación en los Estados Unidos. Georgescu-Roegen ya había aprendido sobre el uso de los análisis de series de tiempo por el entonces famoso Barómetro Económico de Harvard en la Universidad de Harvard, por lo que aceptó la beca. Sin embargo, el viaje se pospuso durante aproximadamente un año, ya que tenía obligaciones más acuciantes en Rumanía: tenía que concluir su primer proyecto editorial nacional, un manual de 500 páginas titulado Metoda Statistică, y tenía que cuidar a su madre viuda que estaba mal de salud.

### Viaje a Estados Unidos, encuentro con Schumpeter

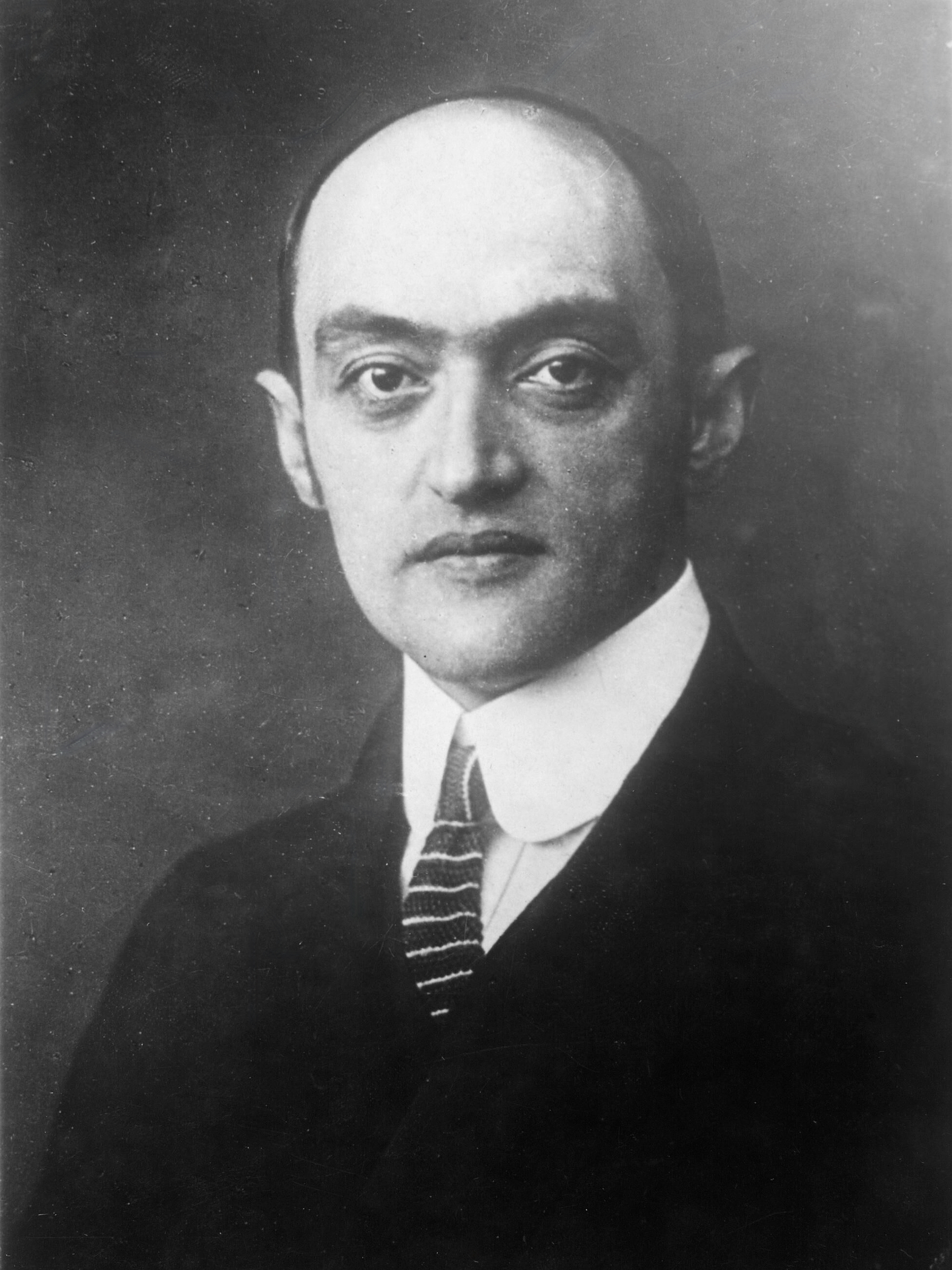
Joseph Schumpeter se convirtió en el mentor de Georgescu-Roegen en Harvard.

En otoño de 1934, Georgescu-Roegen fue a los Estados Unidos. Al llegar a la Universidad de Harvard, se enteró de que el Barómetro Económico había sido cerrado años antes: el proyecto no había podido predecir por completo el colapso de Wall Street de 1929, y pronto fue abandonado por completo. Después de varios intentos fallidos de encontrar otro patrocinador para su investigación, Georgescu-Roegen finalmente logró una reunión con el profesor en la universidad que enseñaba ciclos de negocios para ver si había otras oportunidades disponibles para él. Este profesor resultó ser Joseph Schumpeter.
Conocer a Schumpeter en este punto cambió completamente la dirección de la vida y carrera de Georgescu-Roegen. Schumpeter dio una cálida bienvenida a Georgescu-Roegen a Harvard, y pronto lo presentó al ahora famoso 'círculo', uno de los grupos de economistas más notables que haya trabajado en la misma institución, incluyendo a Wassily Leontief, Oskar Lange, Fritz Machlup y Nicholas Kaldor, entre otros. Georgescu-Roegen se encontraba ahora en un ambiente intelectual estimulante con reuniones nocturnas semanales y discusiones académicas informales, donde el propio Schumpeter presidía como el "maestro de ceremonias" del círculo. En Schumpeter, Georgescu-Roegen había encontrado un mentor competente y comprensivo. Aunque Georgescu-Roegen nunca se inscribió formalmente en ninguna clase de economía, así fue como se convirtió en economista: "Schumpeter me convirtió en economista ... Mi única licenciatura en economía es de Universitas Schumpeteriana".
Mientras estaba en Harvard, Georgescu-Roegen publicó cuatro documentos importantes, sentando las bases de sus teorías posteriores de la producción y de las preferencias de los consumidores. La calidad académica de estos artículos impresionó a Schumpeter.
El viaje de Georgescu-Roegen a los Estados Unidos no se gastó todo en Harvard. Logró obtener un estipendio modesto para él y su esposa Otilia que les permitió viajar por el país, llegando hasta California. A través de los contactos de Schumpeter, Georgescu-Roegen tuvo la oportunidad de conocer a Irving Fisher, Harold Hotelling y otros destacados economistas de la época. También conoció a Albert Einstein en la Universidad de Princeton.
Durante su estancia, la relación de Georgescu-Roegen con Schumpeter se desarrolló. Al darse cuenta de que Georgescu-Roegen era un joven erudito prometedor, Schumpeter quería mantenerlo en Harvard. Ofreció a Georgescu-Roegen un puesto en la facultad de economía y le pidió que trabajara con él en un tratado de economía como un esfuerzo conjunto, solo de los dos, pero Georgescu-Roegen declinó. Quería regresar a Rumanía para servir a su patria atrasada, que hasta ahora había patrocinado la mayor parte de su educación; además, su regreso se esperaba en casa. Más tarde en su vida, Georgescu-Roegen lamentaría haber rechazado la generosa oferta de Schumpeter en este momento de su carrera.
En la primavera de 1936, Georgescu-Roegen abandonó los Estados Unidos. Su viaje de regreso a Rumania llegó a durar casi un año en sí mismo, ya que realizó una larga visita a Friedrich Hayek y John Hicks en la London School of Economics de camino a casa. 

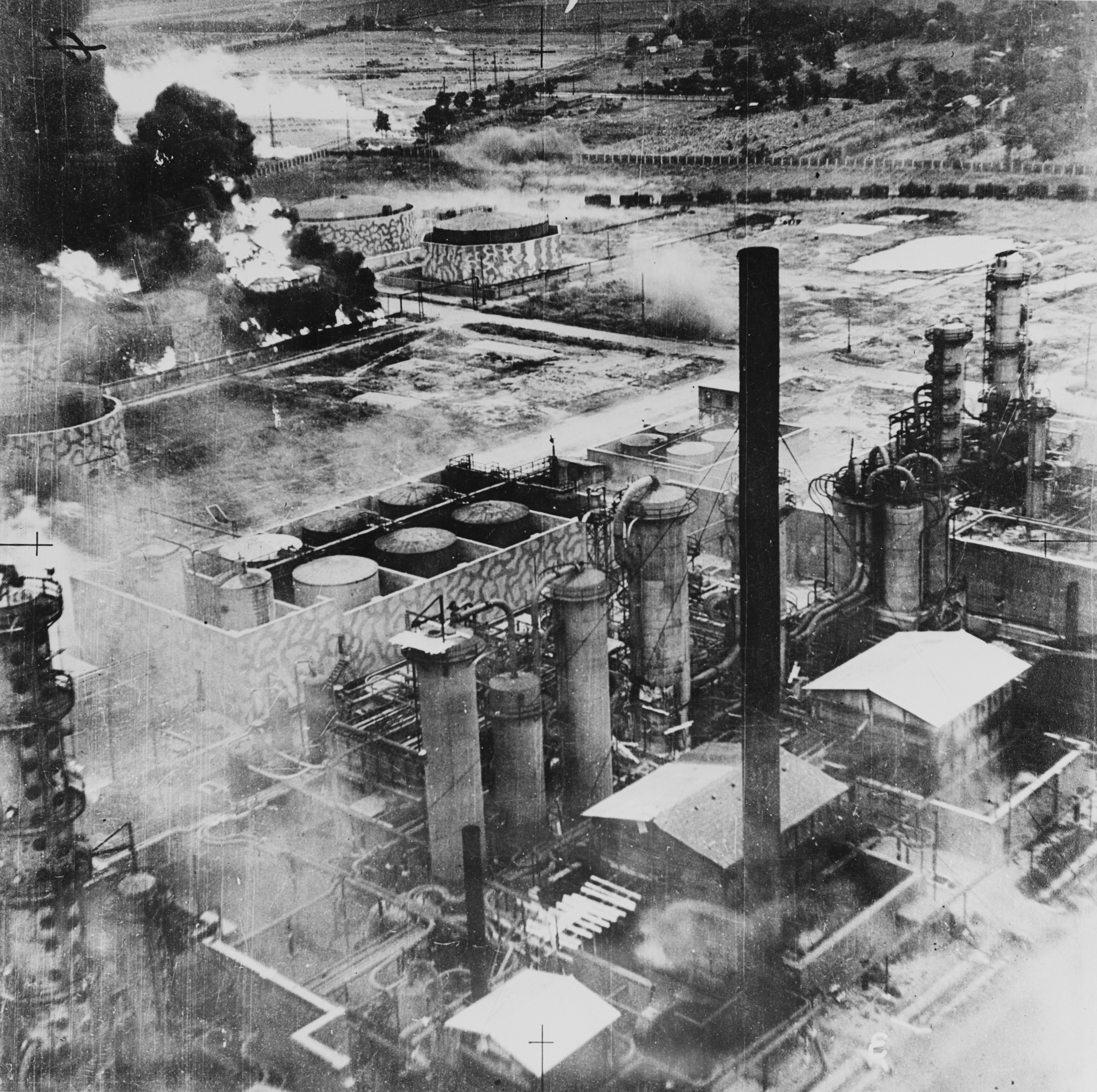
Depósitos petrolíferos en llamas en Ploesti tras una incursión de bombardeo de la USAAF.

### El 'exilio' rumano y su huida del país
Ver también: Rumania en la Segunda Guerra Mundial, Ocupación soviética de Rumania y República Socialista de Rumania
De 1937 a 1948, Georgescu-Roegen vivió en Rumania, donde fue testigo de todas las turbulencias y excesos de la Segunda Guerra Mundial y el posterior ascenso al poder de los comunistas en el país. Durante la guerra, Georgescu-Roegen perdió a su único hermano debido a una reacción fatal a una vacuna contra la tuberculosis.
A su regreso de los Estados Unidos a Bucarest, Georgescu-Roegen pronto fue nombrado para varios puestos gubernamentales. Su tesis doctoral de la Sorbona, así como sus otras credenciales académicas le valieron una respetable reputación en todas partes, y sus excelentes habilidades en francés e inglés fueron necesarias en el departamento de asuntos exteriores. Se convirtió en subdirector del Instituto Central de Estadística, responsable de recopilar datos sobre el comercio exterior del país a diario; también se desempeñó en la Junta Nacional de Comercio, estableciendo acuerdos comerciales con las principales potencias extranjeras; incluso participó en las negociaciones diplomáticas sobre la reasignación de las fronteras nacionales de Rumania con Hungría.
Georgescu-Roegen se involucró en política y se unió al Partido Nacional Campesino pro monarquía. La economía del país todavía estaba poco desarrollada y tenía una gran base agraria, donde la masa del campesinado vivía en el atraso y la pobreza. Se necesitaban reformas agrarias sustanciales si se querían nivelar las desigualdades más atroces entre las partes rurales y las urbanas de la población. Georgescu-Roegen hizo un esfuerzo persuasivo en este trabajo y pronto fue elevado a los rangos superiores del partido, convirtiéndose en miembro del Consejo Nacional del partido.
Georgescu-Roegen hizo muy poco trabajo académico durante este período de su vida. Además de codirigir la enciclopedia nacional, la Enciclopedia României, e informar sobre la situación económica del país en algunas publicaciones estadísticas menores, no publicó nada de importancia académica. Aunque residió en su país natal, Georgescu-Roegen más tarde se referiría a este período de su vida como su "exilio" rumano: el exilio fue intelectual para él.

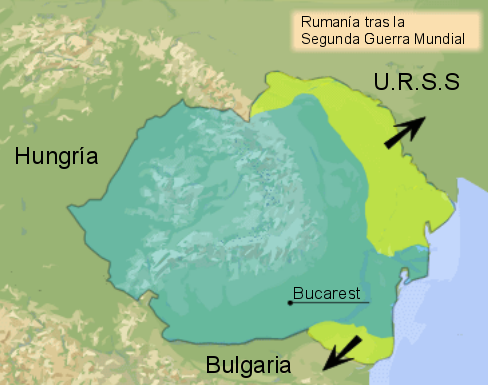
Mapa de Rumania tras la Segunda Guerra Mundial, con indicación de los territorios perdidos por el país respecto a 1939.

Al final de la guerra, Rumania estaba ocupada por la Unión Soviética. Como funcionario del gobierno de confianza y miembro destacado de un partido político influyente, Georgescu-Roegen fue nombrado secretario general de la Comisión de Armisticio, responsable de negociar las condiciones para la paz con la potencia ocupante. Las negociaciones se prolongaron durante medio año y entraron en discusiones largas y estresantes: durante la mayor parte de la guerra, Rumanía había sido un poder del Eje aliado con la Alemania nazi, por lo que los representantes soviéticos trataron la comisión como un vehículo para recaudar la mayor posible cantidad de reparaciones de guerra.
Cuando los comunistas llegaron al poder, los principales miembros del Partido Nacional Campesino fueron arrestados y sometidos a juicio en 1947. Muchos fueron condenados a cadena perpetua.
Antes y durante la guerra, Rumania ya había pasado por tres dictaduras sucesivas, y la cuarta era inminente. Una gran cantidad de elementos en la trayectoria de Georgescu-Roegen fueron adecuados para antagonizar tanto a los comunistas rumanos nativos como a las autoridades soviéticas que aún ocupaban el país: su alta membresía en el Partido Campesino, en abierta oposición al Partido Comunista; su principal posición de negociación en la Comisión de Armisticio, defendiendo la soberanía de Rumania contra la potencia ocupante; y su anterior afiliación con los capitalistas de EE. UU. como investigador de la Fundación Rockefeller en la Universidad de Harvard. La represión política en el país se intensificó a medida que se completaba el ascenso al poder de los comunistas, y Georgescu-Roegen finalmente se dio cuenta de que era hora de escapar: "... tuve que huir de Rumania antes de que me metieran en una cárcel de la que nadie ha tenido salir con vida." Con la ayuda de la comunidad judía, por la que antes había arriesgado su cuello al ayudar a los judíos durante la parte rumana del Holocausto, Georgescu-Roegen y su esposa obtuvieron tarjetas de identidad falsas que les aseguraron el paso fuera del país, rodeados de contrabandistas sobornados y guardados en la bodega de un carguero en dirección a Turquía.
Después de haber visitado Turquía anteriormente por cuestiones oficiales, Georgescu-Roegen pudo utilizar sus contactos para notificar a Schumpeter y Leontief en la Universidad de Harvard en los Estados Unidos sobre su vuelo. Leontief le ofreció a Georgescu-Roegen un puesto en Harvard, e hizo los arreglos necesarios para la pareja antes de su llegada allí.

### Regreso a Estados Unidos, años en la Universidad Vanderbilt

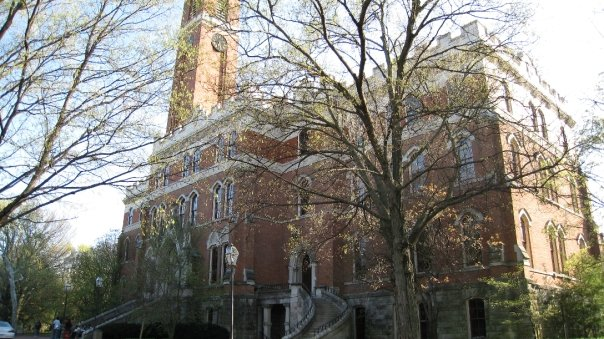
Universidad Vanderbilt. KirklandHall

Después de un viaje desde Turquía a través de Europa continental, Georgescu-Roegen y su esposa llegaron a Cherbourg en Francia, desde donde cruzaron el Atlántico en barco. La llegada de Georgescu-Roegen a Harvard en el verano de 1948 fue algo así como un regreso para él. Solo que ahora, las circunstancias eran muy diferentes de lo que habían sido en la década de 1930: ya no era un joven y prometedor erudito en un viaje al extranjero, apoyado y patrocinado por su país natal; en cambio, era un refugiado político de mediana edad que había huido de una dictadura de Nicolae Ceaușescu detrás del Telón de Acero. Sin embargo, fue recibido en Harvard de la misma manera, obteniendo empleo como conferenciante e investigador asociado, colaborando con Wassily Leontief en el Proyecto de Investigación Económica de Harvard y en otros temas. Sin embargo, este no fue un empleo permanente.
Mientras trabajaba en Harvard, Georgescu-Roegen fue contactado por la Universidad Vanderbilt, quien le ofreció un puesto académico permanente como profesor de economía. Georgescu-Roegen aceptó la oferta y se mudó a Vanderbilt en Nashville, Tennessee en 1949. Se ha argumentado que la decisión de Georgescu-Roegen de trasladarse de Harvard a la permanencia y estabilidad del menos prestigioso Vanderbilt fue motivada por sus precarias experiencias de guerra y su sensación de inseguridad como refugiado político en su nuevo país. También se ha argumentado que Joseph Schumpeter había perdido en este punto la mayor parte de su influencia anterior que podría haber asegurado a Georgescu-Roegen un puesto permanente en Harvard (Schumpeter murió en 1950). Georgescu-Roegen permaneció en Vanderbilt hasta su retiro en 1976 a la edad de 70 años. Excepto para viajes cortos, nunca más saldría de Nashville.
Durante sus años en la Universidad de Vanderbilt, Georgescu-Roegen siguió una impresionante carrera académica. Desempeñó numerosas visitas académicas y becas de investigación en todos los continentes, y se desempeñó como editor de una serie de revistas académicas, incluida Econometrica. Recibió varios honores académicos, incluido el distinguido Premio Harvie Branscomb, presentado en 1967 por su empleador, la Universidad Vanderbilt. En 1971, el mismo año en que se publicó su obra magna, fue honrado como Miembro Distinguido de la Asociación Económica Estadounidense.
A principios de la década de 1960, Georgescu-Roegen tenía a Herman Daly como estudiante. Más tarde, Daly llegó a ser un economista ecológico líder y el defensor de la economía de Georgescu-Roegen más fiel, persistente e influyente de la profesión de los economistas. Sin embargo, Georgescu-Roegen, por su parte, se tornaría más tarde crítico con el trabajo de su alumno (ver abajo).
La publicación de la obra maestra de Georgescu-Roegen en 1971 no desencadenó ningún debate inmediato en la corriente principal de la economía, y la única reseña en una publicación principal destacada advirtió a los lectores contra las "declaraciones incorrectas y generalizaciones filosóficas" hechas por el autor; pero Georgescu-Roegen recibió cuatro críticas favorables de economistas heterodoxos y evolucionistas.
Durante la década de 1970, Georgescu-Roegen tuvo una cooperación efímera con el Club de Roma. Mientras que la obra magna de Georgescu-Roegen pasó desapercibida para los economistas convencionales (neoclásicos), el informe sobre Los límites del crecimiento, publicado en 1972 por el Club de Roma, creó cierto revuelo en la profesión económica. En las acaloradas controversias que siguieron al informe, Georgescu-Roegen se encontró en gran medida del mismo lado que el club, y se opuso a los economistas de la corriente principal. Trabajando en equipo con un aliado natural, se acercó al club y se convirtió en miembro. El trabajo teórico de Georgescu-Roegen llegó a influenciar sustancialmente al club. Otro resultado importante de la cooperación fue la publicación del destacado y polémico artículo sobre Energía y Mitos Económicos, donde Georgescu-Roegen se mostró en desacuerdo con los economistas de la corriente principal y otros debatientes. Este artículo encontró una gran audiencia durante la década de 1970. Más tarde, la cooperación con el club decayó: Georgescu-Roegen le reprochó al club no adoptar una postura política definida contra el crecimiento; también era escéptico sobre la forma elitista y tecnocrática del club de intentar monitorear y guiar la realidad social global mediante la construcción de numerosas simulaciones abstractas de computadora de la economía mundial, y luego publicar todos los hallazgos al público en general. A principios de la década de 1980, las partes finalmente se separaron.
En Europa continental, Georgescu-Roegen y su trabajo ganaron influencia desde la década de 1970. Cuando Georgescu-Roegen pronunció una conferencia en la Universidad de Ginebra en Suiza en 1974, causó una impresión duradera en el joven y recién graduado historiador y filósofo francés Jacques Grinevald. La cooperación y la amistad entre los dos resultaron en la traducción al francés de una selección de los artículos de Georgescu-Roegen titulados Demain la décroissance: Entropie - Écologie - Économie ("Mañana, el decrecimiento: entropía - Ecología - Economía"), publicado en 1979.  Similar a su participación con el Club de Roma (ver arriba), el artículo de Georgescu-Roegen sobre Energía y Mitos Económicos llegó a jugar un papel crucial en la difusión de sus puntos de vista entre los seguidores posteriores del movimiento de decrecimiento.

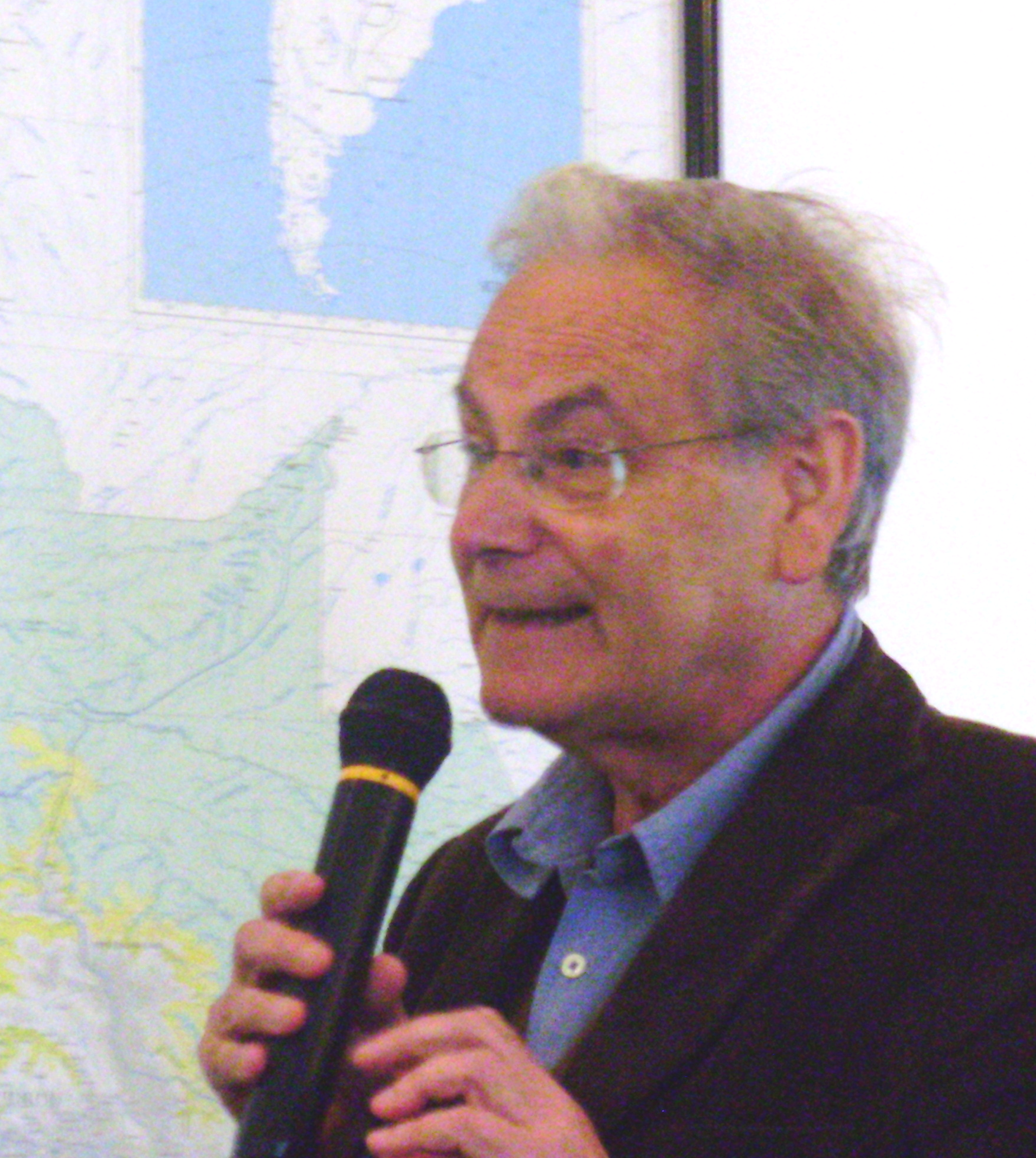
Joan Martínez Alier

En la década de 1980, Georgescu-Roegen conoció y se hizo amigo del eminente economista agrícola catalán e historiador del pensamiento económico Joan Martínez-Alier, quien pronto se convertiría en una fuerza motriz en la formación de la Sociedad Internacional de Economía Ecológica y el movimiento de decrecimiento. Desde que se formó el movimiento de decrecimiento en Francia e Italia a principios de la década de 2000, el principal campeón francés del movimiento, Serge Latouche, atribuye a Georgescu-Roegen ser una "fuente teórica principal de decrecimiento". Del mismo modo, el teórico italiano del decrecimiento Mauro Bonaiuti ha considerado la obra de Georgescu-Roegen como "una de las piedras angulares analíticas de la perspectiva del decrecimiento".
Además de su participación en el Club de Roma y otros foros académicos europeos, Georgescu-Roegen se mantuvo como un hombre solitario a lo largo de los años en Vanderbilt. Raramente discutía sobre su trabajo continuo con colegas y estudiantes, y colaboró en muy pocos proyectos conjuntos durante su carrera. Además, varias fuentes independientes confirman la observación de que la personalidad intransigente y el mal genio de Georgescu-Roegen lo convertían en un interlocutor bastante desagradable. Su comportamiento brusco y exigente tendía a ofender a la mayoría de la gente en la academia y en otros lugares, minando así su influencia y posición.
En el retiro formal de Georgescu-Roegen en 1976, tres de sus colegas en Vanderbilt organizaron un simposio en su honor, y los documentos presentados allí se publicaron posteriormente como una antología. No menos de cuatro premios Nobel aparecieron entre los economistas contribuyentes; pero ninguno de los colegas del departamento de Georgescu-Roegen en Vanderbilt participó, un hecho que desde entonces se ha tomado como evidencia de su aislamiento social y académico en el lugar.
Georgescu-Roegen introdujo en la economía, entre otros, el concepto de entropía desde la termodinámica (cuando constató los fundamentos mecanicistas de la economía neoclásica marcados por la física newtoniana) y realizó trabajos fundacionales que después desarrollaría en la economía evolucionaria. Sus trabajos contribuyeron significativamente a la bioeconomía o economía ecológica y son la base de la teoría del decrecimiento.

### Retiro, años posteriores y muerte
Después del retiro formal de Georgescu-Roegen de Vanderbilt en 1976, continuó viviendo y trabajando como emérito en su casa en Nashville hasta su muerte en 1994. Durante estos últimos años, escribió varios artículos y documentos, ampliando y desarrollando sus puntos de vista. También se mantuvo en contacto extensivo con sus amigos y excolegas.
En 1988, Georgescu-Roegen fue invitado a unirse al comité editorial de la revista académica recién establecida Ecological Economics, publicada por la Sociedad Internacional de Economía Ecológica; pero aunque la mayoría de las personas que organizaban la revista y la sociedad reconocían y admiraban el trabajo de Georgescu-Roegen, rechazó la invitación: consideraba que tanto la revista como la sociedad no eran más que vehículos para promover conceptos como el desarrollo sostenible y la economía del estado estacionario, conceptos que él mismo descartaba como mal dirigidos e incorrectos (ver más abajo). Georgescu-Roegen tenía metas más ambiciosas en mente: quería revertir y reemplazar el paradigma predominante pero defectuoso de la corriente dominante de la economía neoclásica con su propia "bioeconomía" (ver abajo); reducir la economía (degrow) lo antes posible (ver más abajo); y no simplemente ser relegado a una subdisciplina arcana e insignificante -así lo creía él- como la economía ecológica.
Georgescu-Roegen vivió lo suficiente como para sobrevivir a la dictadura de Ceaușescu en Rumanía. Incluso recibió algún reconocimiento tardío de su patria: tras la caída del muro de Berlín y la posterior revolución rumana en 1989, Georgescu-Roegen fue elegido para la Academia Rumana en Bucarest y estaba complacido por su elección.
Sus últimos años estuvieron marcados por la reclusión y la retirada del mundo. Aunque tenía una carrera académica exitosa y productiva, estaba decepcionado de que su trabajo no hubiera recibido la difusión y el reconocimiento que esperaba de él en su vida. Creía que hacía tiempo que corría contra corriente. Al compararse con un desafortunado hereje y legendario mártir de la ciencia del Renacimiento italiano, Georgescu-Roegen refunfuñó y exclamó: "E pur si muove se suele atribuir a Galileo, aunque esas palabras fueron las últimas pronunciadas por Giordano Bruno sobre la estaca ardiente". Finalmente entendió que el pesimismo filosófico bien podría ser una postura favorecida por unos pocos intelectuales solitarios como él, pero esa postura normalmente es evitada como un tabú en la cultura humana más amplia: "El considerado pesimista es visto como un portador de malas noticias y ... no es bienvenido nunca ... ", se lamentó. Sin embargo, a pesar de su profunda decepción y frustración, continuó escribiendo y propagando sus puntos de vista mientras estuvo físicamente capacitado para hacerlo.
Al final, su salud se deterioró. Se estaba volviendo bastante sordo, y las complicaciones causadas por su diabetes lo hicieron incapaz de subir escaleras. En sus últimos años, se aisló por completo. Cortó todo contacto humano, incluso con sus antiguos colegas y estudiantes que apreciaron su contribución a la economía. Murió amargado y (casi) solo en su hogar a la edad de 88 años. Su esposa Otilia lo sobrevivió unos cuatro años. La pareja no tenía hijos.
En su ensayo obituario sobre Georgescu-Roegen, Herman Daly escribió admirablemente sobre su maestro y mentor fallecido, y concluyó que "exigió mucho, pero dio más".

## Síntesis y alcance de su obra
En su trabajo como economista, Georgescu-Roegen fue influenciado por la filosofía de Ernst Mach y la escuela posterior de positivismo lógico derivada de Mach. Georgescu-Roegen descubrió que dos de sus otras fuentes principales de inspiración, a saber, Karl Pearson y Albert Einstein, también tenían una perspectiva influenciada por Mach. "Mi filosofía está en el espíritu de Mach: está ... principalmente preocupada por el problema de las representaciones analíticas válidas de las relaciones entre los hechos". Gran parte de su crítica tanto de la economía neoclásica como del marxismo se basó en esta perspectiva.
Al llegar a los EE. UU. Después de la Segunda Guerra Mundial, los antecedentes de Georgescu-Roegen pronto lo pusieron en desacuerdo con la escuela teórica dominante de la economía neoclásica en el país. Habiendo vivido en Rumania, una economía subdesarrollada y dominada por los campesinos, se dio cuenta de que la economía neoclásica solo podía explicar las condiciones sociales que prevalecían en las economías capitalistas avanzadas, pero no en otros contextos institucionales. También fue crítico con el uso creciente del formalismo algebraico abstracto basado en ningún hecho de la realidad social. Ambas cuestiones lo hicieron estar atento a los fenómenos sociales que fueron pasados por alto o tergiversados por el análisis económico neoclásico dominante.
Se ha argumentado que un camino ininterrumpido se extiende desde el trabajo de Georgescu-Roegen en la teoría pura en los primeros años, a través de sus escritos sobre las economías campesinas en la década de 1960, lo que lleva a su preocupación por la entropía y la bioeconomía en los últimos 25 años de su vida.
Georgescu-Roegen criticó lo que se enseña en las facultades de economía porque simplificaban la realidad y la falsean para adecuarla a sus ecuaciones. Por ejemplo, decía que se suele suponer que el ser humano tiene un comportamiento robotizado, y que mira solo su máximo beneficio (llamado Homo oeconomicus). Para él, «la economía debe ser una rama de la biología (...). Somos una de las especies biológicas de este planeta, y como tal estamos sometidos a todas las leyes que gobiernan la existencia de la vida terrestre». Su obra más famosa, La ley de la entropía y el proceso económico (1971), se considera obra fundacional de la economía ecológica y base de la teoría del decrecimiento económico. En esa línea continuaron otros, como su discípulo Herman Daly o Bertrand de Jouvenel.
Unió lazos entre la economía, la termodinámica y la biología, de donde surgió su bioeconomía, rama conocida posteriormente como economía ecológica. En síntesis, aplicó el segundo principio de la termodinámica (ley de la entropía) a la economía. Este principio dice que, en todo movimiento de energía, siempre hay una parte de la energía que se degrada y que se pierde para el aprovechamiento humano. Definió también un cuarto principio de la termodinámica, similar al segundo pero con la materia:
«Durante el uso de materiales, siempre hay una parte que se degrada y que es imposible de recuperar, ni con los métodos más futuristas de reciclado.»
Su conclusión más importante es que el crecimiento económico no es la solución a los problemas económicos, y es la principal causa del problema ambiental: «Es imposible un crecimiento exponencial indefinido en un medio ambiente que es finito.» Por ello, defendió una disminución gradual de la población hasta el nivel que pueda alimentarse con agricultura ecológica. También remarcó la gravedad de fabricar mercancías con alto coste ecológico. Decía que «las ventajas de la mecanización son incuestionables», pero «tales ventajas no dejan de tener un precio». Georgescu-Roegen no es contrario a la tecnología, sino que resalta la necesidad de reflexionar sobre sus aplicaciones para distribuir bien los finitos recursos del planeta, entre todas las generaciones. El problema es complejo, pero concluye algo extraordinariamente triste y preocupante, argumentado de forma intachable: «Todo niño nacido ahora significa una vida humana menos en el futuro. Pero también, todo automóvil Cadillac producido en cualquier momento significa menos vidas en el futuro.» El factor limitante no es la finita energía solar, sino los recursos naturales de nuestro planeta. Le preocupaba el poco uso industrial de la energía solar y el problema de los residuos, y propuso seriamente cerrar los ciclos de materiales, la regla de las tres erres (ecología), pero principalmente reducir el consumo de recursos: Los ciudadanos de los países ricos deben hacer conciencia acerca de los "crímenes bioeconómicos" que suponen actos como cambiar de coche o de teléfono frecuentemente, redecorar sus casas. Es preciso superar las modas, orientar la fabricación hacia productos de alta duración y facilitar la reparación de los bienes (no tirar unos zapatos por un cordón roto): sacar el máximo partido a todo lo que usamos. Georgescu-Roegen ofreció argumentos científicos para actuar siguiendo los consejos verdes, consejos para una vida lógica y ecológica y las famosas 3 erres, para aprovechar al máximo los recursos, desde los calcetines, al coche, el ordenador o un lápiz. La clave es simple: austeridad, es decir, ahorro energético y ahorro material.
«Cualquier producción necesita transformar una energía accesible en calor, y el proceso es irreversible. Es decir, la energía utilizada ya no puede servir. Extraemos, utilizamos, desechamos... y regresamos al inicio del ciclo, con la diferencia de que el nivel de energía disponible disminuyó.»

## Algunas frases y contribuciones
- "Cuanto más grande es la producción, más grandes son los desechos."
- Antes de que se percibiera el calentamiento global y se sufrieran sus consecuencias, Georgescu-Roegen anunció la degradación ambiental: "la eliminación de la contaminación, como la de los desechos materiales, no puede ser total y utiliza también energía, lo que provoca un aumento de calor que, a la larga, va a modificar el delicado equilibrio térmico del planeta en dos formas: 1) provocar islas térmicas que van a perturbar la fauna y flora locales y 2) aumentar la temperatura global del planeta, a tal punto que se va a derretir el casquete glaciar."
- Más allá de la producción de bienes materiales y desechos, Georgescu-Roegen veía en el proceso económico "un flujo inmaterial: la alegría de vivir".
- "Cada vez que producimos un vehículo, destruimos de forma irrevocable una cantidad de baja entropía que podría haber sido usada para fabricar un arado o una pala."
- "El estado estacionario demandaría menos recursos de nuestro medio, pero mucho más de nuestros recursos morales."[39]

## Opus magnum:La ley de la entropía y el proceso económico
Según el propio recuerdo de Georgescu-Roegen, las ideas presentadas en su obra maestra paradigmática se resolvieron en su mente durante un período de aproximadamente veinte años antes de la publicación final. Las tres fuentes de inspiración más importantes para su trabajo fueron la monografía de Émile Borel sobre termodinámica que había leído mientras estudiaba en París (ver arriba); la opinión de Joseph Schumpeter de que el cambio evolutivo irreversible es inherente al capitalismo; y el registro histórico rumano de las grandes refinerías de petróleo en Ploieşti convirtiéndose en blanco de ataques militares estratégicos en ambas guerras mundiales, demostrando la importancia de los recursos naturales en el conflicto social.

### Las deficiencias de la economía neoclásica y del marxismo
Georgescu-Roegen observa que las dos principales corrientes de pensamiento económico que dominaron el mundo desde finales del siglo XIX -es decir, la economía neoclásica y el marxismo- comparten el inconveniente de no tener en cuenta la importancia de los recursos naturales en la economía. Georgescu-Roegen se involucra en una batalla intelectual con dos frentes.

### La relevancia de la termodinámica para la economía
Ver también: Termodinámica
La teoría física de la termodinámica se basa en dos leyes: la primera ley establece que la energía no se crea ni se destruye en ningún sistema aislado (un principio de conservación). La segunda ley de la termodinámica, también conocida como la ley de la entropía, establece que la energía tiende a degradarse a cualidades cada vez más pobres (un principio de degradación).
Georgescu-Roegen sostiene que la relevancia de la termodinámica para la economía se deriva del hecho físico de que el hombre no puede crear ni destruir materia o energía, solo transformarla. Los términos económicos habituales de "producción" y "consumo" son meras convenciones verbales que tienden a oscurecer que nada se crea y nada se destruye en el proceso económico: todo se está transformando.
La ciencia de la termodinámica presenta una cosmología propia que predice la muerte por calor del universo: cualquier transformación de la energía, ya sea en la naturaleza o en la sociedad humana, está moviendo el universo hacia un estado final de uniformidad física inerte y máxima entropía. De acuerdo con esta perspectiva cosmológica, todas las actividades económicas del hombre están acelerando la marcha general hacia la futura muerte por calor planetario localmente en la tierra. Esta visión de la economía se denominó más tarde "pesimismo de la entropía". Algunos de los seguidores e intérpretes de Georgescu-Roegen han elaborado más este punto de vista.

### Concepciones de la escasez
Ver también: sobrepoblación humana y población mundial

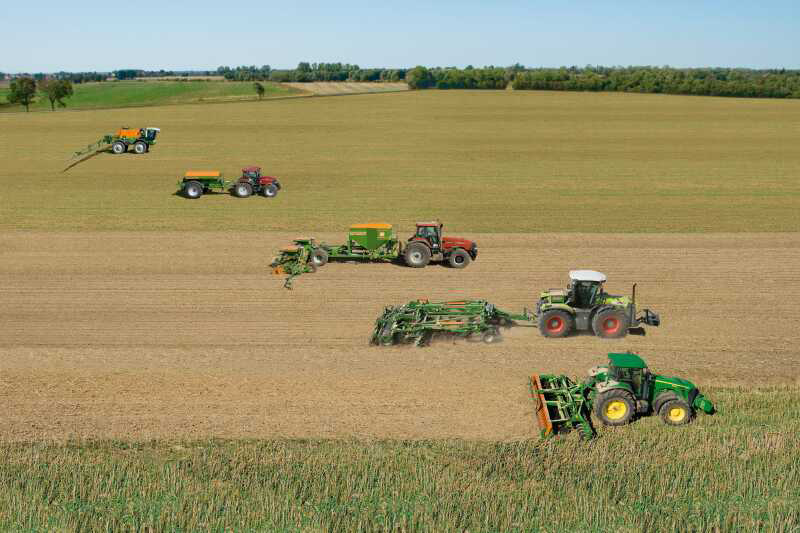
La agricultura mecanizada moderna depende en gran medida de los insumos minerales.

Al introducir el término "baja entropía" para los recursos naturales valiosos, y el término "alta entropía" para el desperdicio y contaminación sin valor, Georgescu-Roegen explica que todo el proceso económico, desde un punto de vista físico, transforma irreversiblemente la baja entropía en alta entropía, proporcionando un flujo de recursos naturales para que las personas puedan vivir. La irreversibilidad de este proceso económico es la razón por la cual los recursos naturales son escasos: el reciclaje de recursos materiales es posible, pero solo mediante el uso de algunos recursos de energía más una cantidad adicional de otros recursos materiales; y los recursos energéticos, a su vez, no se pueden reciclar en absoluto, pero se disipan como calor residual (de acuerdo con la ley de entropía).
Georgescu-Roegen señala que la tierra es un sistema cerrado en el sentido termodinámico del término: la tierra intercambia energía, pero no interacciona (prácticamente) con el resto del universo. Por lo tanto, principalmente dos fuentes de baja entropía están disponibles para el hombre, a saber, el inventario de recursos minerales en la corteza de la tierra; y el flujo de radiación, recibido del sol. Dado que el sol continuará brillando durante miles de millones de años por venir, el inventario mineral de la tierra es la más escasa de estas dos fuentes principales de baja entropía. Mientras que el inventario de minerales puede extraerse de la corteza terrestre a la velocidad que nosotros escojamos (prácticamente), el flujo de radiación solar llega a la superficie de la tierra a una tasa constante y fija, más allá del control humano, sostiene Georgescu-Roegen. . Esta "asimetría" natural entre el acceso del hombre al inventario de minerales y el flujo de energía solar explica el contraste histórico entre la vida urbana y rural: la ocupada vida urbana, por un lado, está asociada con la industria y la extracción impaciente de minerales ; la vida rural tranquila, por otro lado, está asociada con la agricultura y la recepción paciente del flujo fijo de energía solar. Georgescu-Roegen argumenta que esta "asimetría" ayuda a explicar el sometimiento histórico del campo por parte de la ciudad desde los albores de la civilización, y critica a Karl Marx por no tener debidamente en cuenta esta sujeción en su teoría del materialismo histórico.
Georgescu-Roegen explica que la agricultura mecanizada moderna se ha desarrollado históricamente como resultado de la creciente presión de la población sobre la tierra cultivable; pero el alivio de esta presión por medio de la mecanización solo ha sustituido a una fuente de entrada más escasa para la entrada más abundante de radiación solar: la maquinaria, los fertilizantes químicos y los pesticidas dependen todos de los recursos minerales para su funcionamiento, representando la agricultura moderna y la comida industrializada los sistemas de procesamiento y distribución asociados con él, casi tan dependientes del inventario mineral de la tierra como lo ha sido siempre el sector industrial. Georgescu-Roegen advierte que esta situación es una razón importante por la cual la capacidad de carga de la tierra está disminuyendo. En efecto, la superpoblación en la tierra es en gran parte un fenómeno dinámico de largo plazo, siendo un subproducto de las escaseces minerales cada vez más restrictivas.

### El modelo de flujo de fondos de producción
Ver también: Función de producción y Modelo Input-Output
El modelo de economía de Georgescu-Roegen surgió de su insatisfacción con la teoría de la producción neoclásica y el modelo de insumo-producto de la economía, desarrollado por Wassily Leontief, ganador del Premio Nobel. Georgescu-Roegen se dio cuenta de que la producción no puede describirse adecuadamente con existencias de equipos e inventarios solamente, o mediante flujos de insumos y productos únicamente. Era necesario combinar estas dos descripciones. Para completar el cuadro, también era necesario agregar el nuevo concepto de 'fondo'.
En el modelo de producción de flujo de fondos de Georgescu-Roegen, los factores de fondo son la fuerza de trabajo, las tierras de cultivo o el capital humano, que proporcionan un servicio útil en cualquier momento. Un factor de existencias es un insumo de material o energía que puede ser gastado a voluntad; un "flujo" es un inventario repartido en un período de tiempo. Los factores de fondo constituyen los agentes del proceso económico, y los agentes de flujo utilizan o actúan sobre estos factores. A diferencia de un factor de existencias, un factor de fondo no puede usarse a voluntad, ya que su tasa de utilización depende de las propiedades físicas distintivas de fondo (la mano de obra y las tierras de cultivo, por ejemplo, pueden correr el riesgo de uso excesivo y agotamiento si no se tiene cuidado).
Al contrario de la teoría de la producción neoclásica, Georgescu-Roegen identifica la naturaleza como la principal fuente exclusiva de todos los factores de producción. De acuerdo con la primera ley de la termodinámica, la materia y la energía no se crean ni destruyen en la economía (el principio de conservación). Según la segunda ley de la termodinámica, la ley de la entropía, lo que sucede en la economía es que toda la materia y la energía se transforman de estados disponibles para fines humanos a estados no disponibles para fines humanos (el principio de degradación). Esta transformación constituye un proceso unidireccional e irreversible. Consecuentemente, los recursos naturales valiosos ('baja entropía') son adquiridos por la entrada de la economía; los recursos fluyen a través de la economía, siendo transformados y manufacturados en bienes a lo largo del camino; y el desperdicio y la contaminación no valuables ("alta entropía") finalmente se acumulan al final de la producción. La humanidad vive en, por y de la naturaleza, y devolvemos nuestros residuos a la naturaleza. Al hacerlo, la entropía del sistema combinado de economía de la naturaleza aumenta constantemente.
La presencia de flujos de recursos naturales en el modelo de producción de Georgescu-Roegen (función de producción) diferencia el modelo de la macroeconomía keynesiana, la economía neoclásica y la economía clásica, incluyendo la mayoría de las variantes del marxismo. En economía ecológica, los flujos de recursos naturales se reconocen positivamente como una base teórica válida para el modelado y el análisis económicos.
Más tarde, el modelo de producción de Georgescu-Roegen formó la base de su crítica a la economía neoclásica (ver más abajo).

### La lucha económica del hombre y la evolución social de la humanidad (bioeconomía)
Marx era optimista sobre la futura sociedad comunista; pero Georgescu-Roegen objetó que el conflicto social nunca será eliminado.
En su teoría social, Georgescu-Roegen argumenta que la lucha económica del hombre por trabajar y ganarse la vida es en gran medida una continuación y una extensión de su lucha biológica para sostener la vida y sobrevivir. Esta lucha biológica ha prevalecido desde los albores del hombre, y la naturaleza de la lucha no se vio alterada por la invención del dinero como medio de intercambio. A diferencia de los animales, el hombre ha desarrollado instrumentos exosomáticos, es decir, herramientas y equipos. Estos instrumentos son producidos por el hombre y no son parte de su cuerpo. Al mismo tiempo, la producción es una empresa social, y no individual. Esta situación ha convertido la lucha del hombre para mantener la vida y sobrevivir en un conflicto social que es único en comparación con los animales. Contrastando su propia visión con la de Karl Marx, Georgescu-Roegen afirma:
   "Como Marx, creo que el conflicto social no es una mera creación del hombre sin ninguna raíz en las condiciones humanas materiales. Pero a diferencia de Marx, considero que, precisamente porque el conflicto tiene tal base, no puede eliminarse ni por la decisión del hombre de hacerlo ni por la evolución social de la humanidad."
Cuando el hombre (algunos hombres) intenta cambiar radicalmente la distribución del acceso a los recursos materiales en la sociedad, esto puede resultar en guerras o revoluciones, admite Georgescu-Roegen; pero a pesar de que las guerras y las revoluciones pueden provocar las redistribuciones previstas, la lucha económica del hombre y el conflicto social se mantendrán. Habrá gobernantes y gobernados en cualquier orden social, y el conflicto es en gran medida una continuación de la lucha biológica de mantener la vida y sobrevivir, afirma Georgescu-Roegen. Bajo estas condiciones materiales, las clases dominantes del pasado y el presente siempre han recurrido a la fuerza, la ideología y la manipulación para defender sus privilegios y mantener la aquiescencia de los gobernados. Este hecho histórico no termina con el comunismo, señala Georgescu-Roegen; todo lo contrario, continúa durante el comunismo, y más allá de eso también. Sería contrario a la naturaleza biológica del hombre organizarse de otro modo.
Más tarde, Georgescu-Roegen introdujo el término "bioeconomía" (abreviatura de "economía biológica") para describir su punto de vista de que la lucha económica del hombre es una continuación de la lucha biológica. En sus últimos años, planeó escribir un libro sobre el tema de la bioeconomía, pero debido a la vejez, no pudo completarlo. Sin embargo se las arregló para escribir un boceto.

### La presión de la población, el agotamiento de los recursos minerales y el fin de la humanidad
Ver también: Extinción humana y Pesimismo filosófico
Georgescu-Roegen tiene una visión sombría del futuro de la humanidad. Por un lado, su argumento general es que la capacidad de carga de la Tierra -esto es, la capacidad de la Tierra para sustentar las poblaciones humanas y los niveles de consumo- está disminuyendo a medida que se extraen y utilizan las reservas finitas de recursos minerales de la Tierra; pero, por otro lado, encuentra que el restringirnos colectivamente de manera permanente y voluntaria en beneficio de las generaciones futuras va en contra de nuestra naturaleza biológica como especie. Por lo tanto no podemos ayudarnos a nosotros mismos. En consecuencia, la economía mundial continuará creciendo hasta su inevitable y final colapso. A partir de ese momento, la profundización de la escasez causará una miseria generalizada, agravará el conflicto social en todo el mundo e intensificará la lucha económica del hombre para trabajar y ganarse la vida. Seguirá un "espasmo biológico" prolongado de nuestra especie, en última instancia, será el fin de la humanidad misma, ya que el hombre se ha vuelto completa e irreversiblemente dependiente de la economía industrial para su existencia biológica. Según él no vamos a lograrlo. Estamos condenados a la ruina, la destrucción y la desaparición. Predice Georgescu-Roegen:
   "Si nos abstraemos de otras causas que pueden hacer sonar la campana de la muerte de la especie humana, está claro que los recursos naturales representan el factor limitante en lo que respecta a la esperanza de vida de la especie. ... Al usar estos recursos demasiado rápido, el hombre desecha la parte de la energía solar que todavía estará llegando a la Tierra por un largo tiempo después de que él se haya ido. Y todo lo que el hombre ha hecho durante los últimos doscientos años más o menos lo coloca en la posición de un derrochador fantástico... La realización de estas verdades no hará que el hombre esté dispuesto a volverse menos impaciente y menos propenso a los deseos huecos".
   ...
   "La presión demográfica y el progreso tecnológico acercan ceteris paribus a la carrera de la especie humana más cerca de su fin solo porque ambos factores causan una desacumulación más rápida de su dotación [de recursos minerales]... no se debe dudar de que, siendo la naturaleza del hombre la que es, el destino de la especie humana es elegir una carrera verdaderamente grande pero breve, no larga y aburrida."
La perspectiva radicalmente pesimista del "riesgo existencial" de Georgescu-Roegen sobre el agotamiento global de los recursos minerales fue posteriormente contrarrestada por Robert Ayres (ver más abajo).

## Obra posterior: Crítica de la economía neoclásica (sostenibilidad débil versus fuerte)

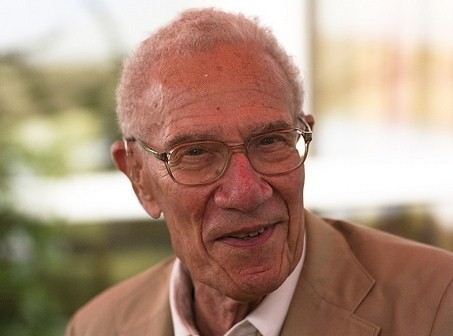
Robert Solow es un destacado teórico del crecimiento en la tradición neoclásica.

Ver también: Economía ecológica, Sostenibilidad, Fallo del mercado, Desarrollo ecológico y sostenible
Criticando la economía neoclásica, Georgescu-Roegen argumenta que la teoría de la producción neoclásica es falsa cuando representa la economía como un sistema mecánico, circular y cerrado, sin entradas ni salidas. Una tergiversación como esta no toma en cuenta el agotamiento de recursos minerales en el extremo de entrada, y la acumulación de residuos y contaminación en el extremo de salida. En opinión de Georgescu-Roegen, la economía está representada más exactamente por su propio modelo de producción de flujo de fondos (ver arriba).

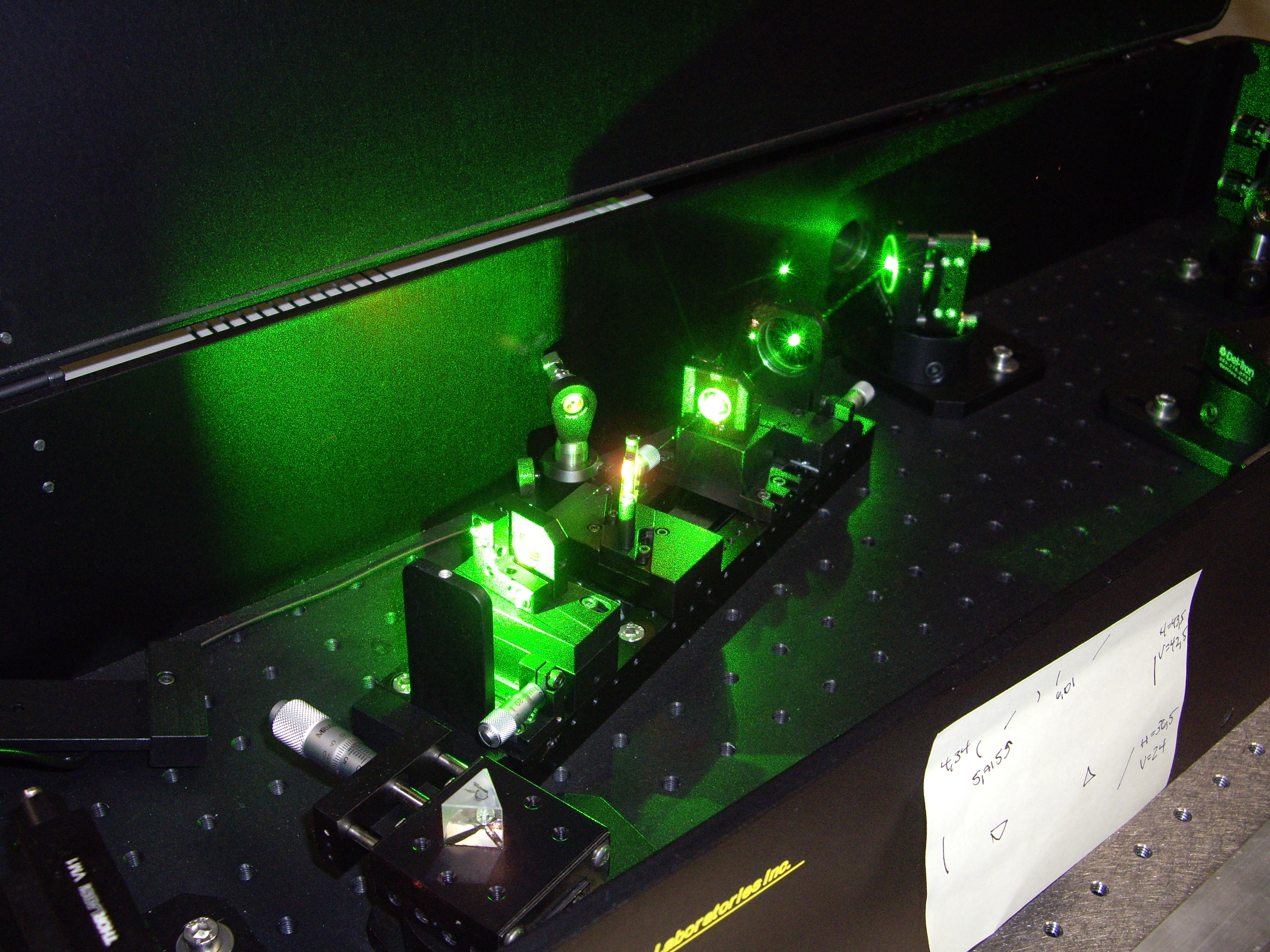
El proceso de Breit-Wheeler representa el único ejemplo conocido de un proceso en el que la energía (fotones) se transforma en masa (pares positrón-electrón); pero incluso en este caso experimental especial, las partículas elementales resultantes no pueden combinarse para formar estructuras atómicas que tienen un valor económico. Un proceso en el que la energía pura se transforma en materiales útiles aún no se ha descubierto.

Además, Georgescu-Roegen encuentra que la economía neoclásica tiende a pasar por alto, o, en el mejor de los casos, tergiversar el problema de cómo asignar los recursos minerales agotables entre las generaciones presentes y futuras. Georgescu-Roegen señala que los mecanismos de mercado de la oferta y la demanda son sistemáticamente incapaces de resolver el problema de asignación intergeneracional de manera satisfactoria, ya que las generaciones futuras no están, y no pueden estar, presentes en el mercado actual. Esta anomalía de los mecanismos del mercado, o falla del mercado ecológico, es descrita por Georgescu-Roegen como "una dictadura del presente sobre el futuro". Sobre este tema, economistas notables y galardonados con el Premio Nobel como Robert Solow y Joseph Stiglitz, dos adversarios principales de Georgescu-Roegen en la academia en la década de 1970, han declarado su explicación del enfoque neoclásico dominante sobre la economía de los recursos agotables: ambos afirman que en general la posibilidad de sustitución del capital humano por capital natural constituye una posibilidad real. Por lo tanto, cualquier preocupación con la asignación intergeneracional del inventario mineral debería relajarse un poco (según Solow); o incluso ignorarse del todo (según Stiglitz).
La posición de Solow y Stiglitz (así como de otros teóricos de ideas afines en la tradición neoclásica) fue luego denominada 'sostenibilidad débil' por el economista ambientalista Kerry Turner.
En respuesta a la posición de Solow y Stiglitz, Georgescu-Roegen argumenta que los economistas neoclásicos generalmente no se dan cuenta de la importante diferencia entre los recursos materiales y los recursos energéticos en el proceso económico. Aquí es donde entra en juego su modelo de producción de flujo de fondos (ver arriba). El punto de Georgescu-Roegen es que solo los recursos materiales pueden transformarse en capital creado por el hombre. Los recursos energéticos, por otro lado, no pueden transformarse de la misma manera, ya que es físicamente imposible convertir la energía en materia, y la materia es de lo que el capital hecho por el hombre se compone físicamente. El único papel posible que deben realizar los recursos energéticos es ayudar, generalmente como combustible o electricidad, en el proceso de transformar los recursos materiales en capital creado por el hombre. En la propia terminología de Georgescu-Roegen, la energía puede tener la forma de un factor de existencias (depósitos minerales en la naturaleza) o un factor de flujo (recursos transformados en la economía); pero nunca la de un factor de fondo (capital hecho por el hombre en la economía). Por lo tanto, sustituir el capital creado por el hombre por recursos energéticos es físicamente imposible.

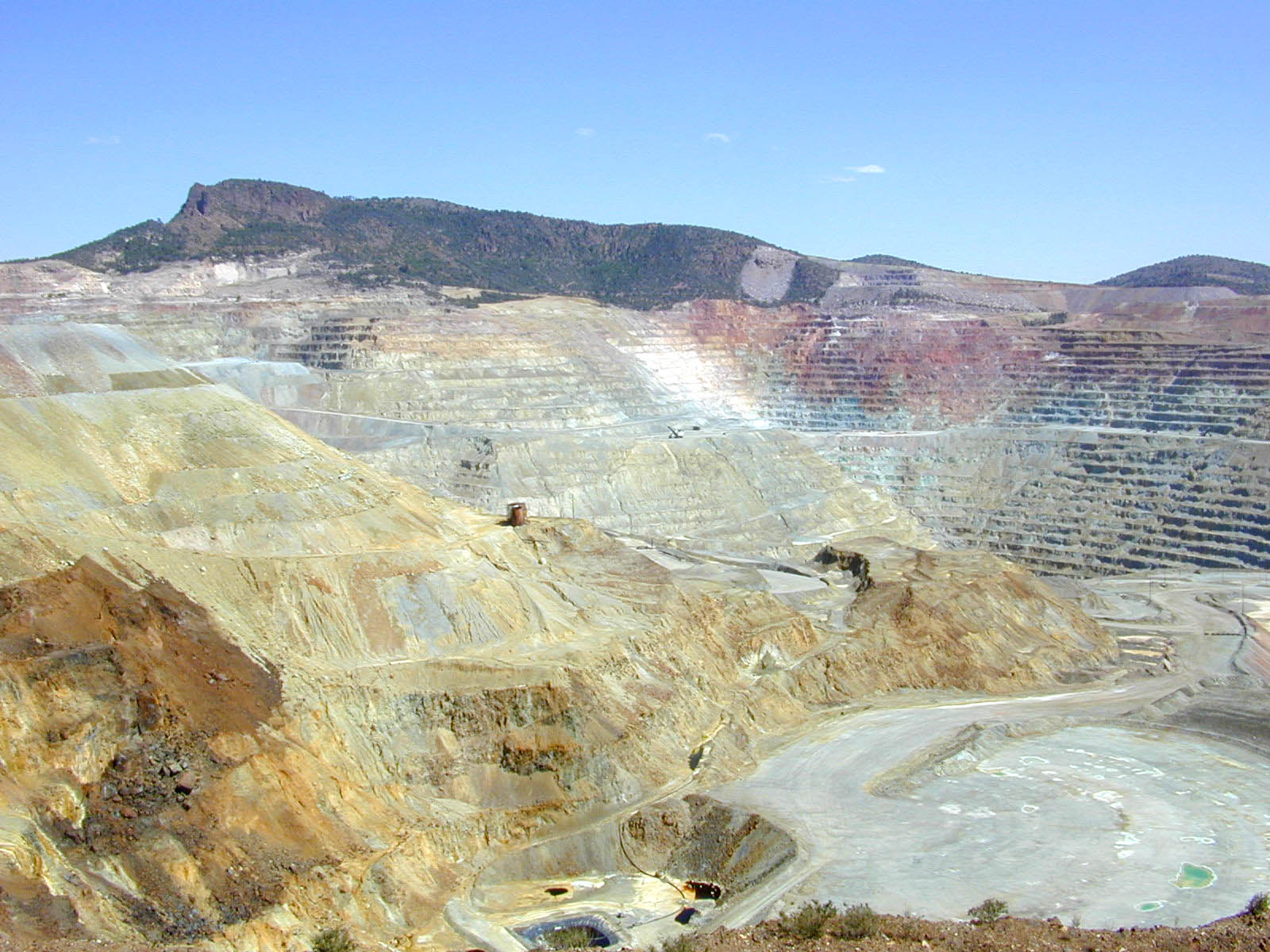
La extracción de recursos minerales tarde o temprano se enfrentarán al principio de rendimientos decrecientes

Además, no todos los recursos materiales se transforman en capital hecho por el hombre; en cambio, algunos recursos materiales se fabrican directamente en bienes de consumo que tienen solo una durabilidad limitada. Finalmente, en el transcurso del tiempo, todo el capital hecho por el hombre se deprecia, desgasta y necesita reemplazo; pero tanto el capital antiguo como el nuevo creado por el hombre están hechos de recursos materiales. En general, el proceso económico es de hecho un proceso con entropía en constante aumento, y la noción "mecánica" de la sustituibilidad general prevaleciente en la economía neoclásica es insostenible, según Georgescu-Roegen.
Contrariamente a la posición neoclásica, Georgescu-Roegen argumenta que los factores de flujo y los factores de fondo (es decir, los recursos naturales y el capital humano) son esencialmente complementarios, ya que ambos son necesarios en el proceso económico para tener una economía que funcione. La conclusión de Georgescu-Roegen, entonces, es que la asignación de recursos minerales agotables entre las generaciones presentes y futuras es un gran problema que no se puede ni se debe relajar ni ignorar: "Parece que no hay forma de acabar con la dictadura del presente sobre el futuro, aunque podemos tratar de hacerlo lo más llevadero posible ".
Desde entonces, los seguidores e intérpretes de Georgescu-Roegen han estado discutiendo sobre la imposibilidad existencial de asignar el inventario finito de recursos minerales de la Tierra en forma pareja entre un número desconocido de generaciones presentes y futuras. Es probable que este número de generaciones siga siendo desconocido para nosotros, ya que no hay forma de saber de antemano si la humanidad finalmente se enfrentará a la extinción o cuándo. En efecto, cualquier asignación intertemporal concebible del inventario inevitablemente terminará con un declive económico universal en algún momento futuro.  Este enfoque de las perspectivas de la humanidad está ausente en la economía neoclásica.
La posición de Georgescu-Roegen, incluida su crítica de la economía neoclásica, fue luego denominada "sostenibilidad fuerte" por Kerry Turner. Más tarde, la taxonomía de Turner de sostenibilidad "débil" y "fuerte" se integró en la economía ecológica. Sin embargo, contrariamente al uso ampliamente establecido de la taxonomía simplificadora de Turner, Georgescu-Roegen nunca se refirió a su propia posición como 'sostenibilidad fuerte' o cualquier otra variante de sostenibilidad. Todo lo contrario. Georgescu-Roegen descartó rotundamente cualquier noción de desarrollo sostenible ya que solo pretendía engañar al público en general. En sus últimos años, incluso denunció la noción amargamente como "uno de las recetas más tóxicas para la humanidad ": no puede haber una tasa de extracción "sostenible" y el uso de un inventario finito de recursos minerales no renovables; cualquier tasa disminuirá el inventario restante en sí. Por consiguiente, la revolución industrial ha provocado un desarrollo económico insostenible en el mundo (ver más abajo).

## Crítica a la economía del estado estacionario de Daly
Ver también: Economía del estado estacionario
El principal economista ecologista y teórico del estado estacionario Herman Daly es un antiguo alumno y protegido de Georgescu-Roegen. En la década de 1970, Daly desarrolló el concepto de una economía de estado estacionario, mediante la cual entiende una economía compuesta por un inventario constante de riqueza física (capital humano) y un inventario constante de personas (población), ambos activos serán mantenidos por un flujo mínimo de recursos naturales (o 'rendimientos', como él lo llama). Daly argumenta que esta economía de estado estacionario es necesaria y deseable para mantener el impacto ambiental humano dentro de los límites biofísicos (sin importar cómo se definan) y para crear una mayor imparcialidad distributiva entre las generaciones presentes y futuras con respecto al uso de recursos minerales. En varios artículos, Georgescu-Roegen criticó el concepto de su alumno de una economía de estado estacionario.

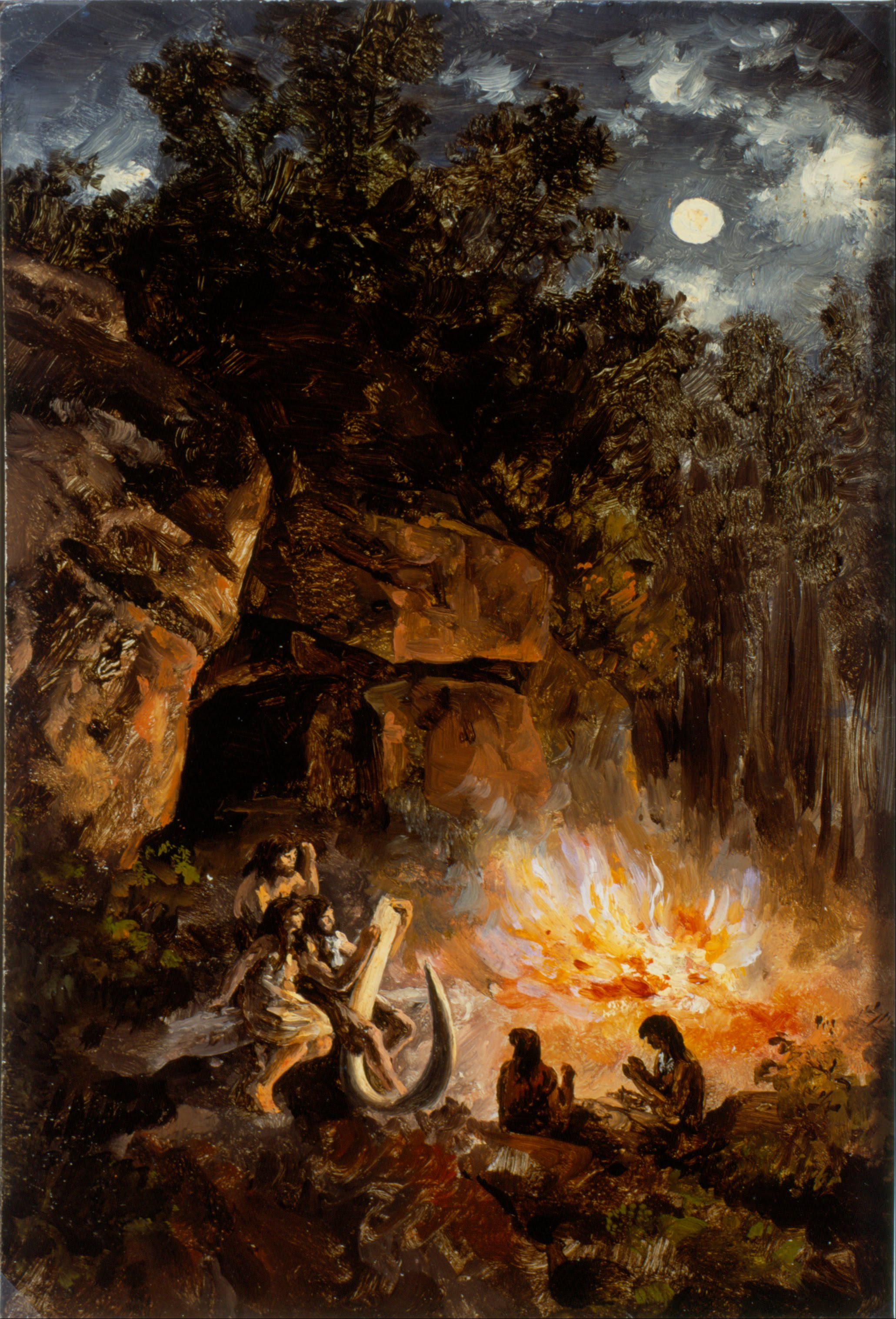
Prometeo I: el dominio del fuego en la era paleolítica. Ilustración de José María Velasco

Georgescu-Roegen argumenta que la economía del estado estacionario de Daly no proporcionará salvación ecológica para la humanidad, especialmente a largo plazo. Debido al hecho geológico de que los minerales se depositan y concentran muy desigualmente en la corteza terrestre, la prospección y la extracción de recursos minerales tarde o temprano se enfrentarán al principio de rendimientos decrecientes, por lo que las actividades extractivas se vuelven menos accesibles y en menores grados de los minerales. Con el tiempo, entonces, los costos de extracción y los precios de mercado de la cantidad incremental de recursos tenderán a aumentar. Finalmente, todos los minerales se agotarán, pero el agotamiento económico se manifestará mucho antes de que el agotamiento físico proporcione el último respaldo para futuras actividades: aún habrá depósitos de recursos en la corteza, pero la concentración geológica de estos depósitos permanecerá por debajo la calificación de corte crítico; por lo tanto, la extracción continua no dará sus frutos, y el mercado de estos recursos colapsará. Esta dinámica a largo plazo funcionará a través de cualquier sistema económico, independientemente de la ubicación geográfica del sistema, su tamaño y su estado de desarrollo (ya sea un estado progresivo, constante o decreciente). En efecto, los argumentos presentados por Daly en apoyo de su economía de estado estacionario se aplican con mayor fuerza en apoyo de una economía de estado en declive, señala Georgescu-Roegen: cuando el propósito general es racionar y estirar el uso de recursos minerales durante tanto tiempo en el futuro como sea posible, el crecimiento económico cero es más deseable que el crecimiento, es cierto; ¡pero el crecimiento negativo es aún mejor! En este contexto, Georgescu-Roegen también critica a Daly por no especificar en qué niveles el capital humano y la población humana deben mantenerse constantes en el estado estacionario.
En lugar de la economía del estado estacionario de Daly, Georgescu-Roegen propuso su propio "programa bioeconómico mínimo", que presenta restricciones cuantitativas aún más severas que las propuestas por Daly.
Herman Daly por su parte aceptó fácilmente el juicio de su maestro sobre este tema: para compensar el principio de rendimientos decrecientes en la extracción de recursos minerales, una porción cada vez mayor de capital y trabajo en la economía gradualmente tendrá que ser transferida al sector minero, lo que sesga la estructura inicial de cualquier sistema de estado estacionario. Aún más importante es que la economía de estado estacionario solo servirá para posponer, y no para evitar, el inevitable agotamiento de los recursos minerales de todos modos. "Una economía del estado estacionario no puede durar para siempre, pero tampoco una economía en crecimiento ni una economía en declive", admite Daly en su respuesta a las críticas de Georgescu-Roegen. En el mismo turno, Daly confirma el argumento general de Georgescu-Roegen de que la capacidad de carga de la tierra está disminuyendo a medida que la humanidad extrae el inventario mineral finito.
Del mismo modo, muchos otros economistas en el campo además de Georgescu-Roegen y Daly han estado de acuerdo en que una economía del estado estacionario no constituye en sí misma una solución a largo plazo al "problema de entropía" que enfrenta la humanidad.

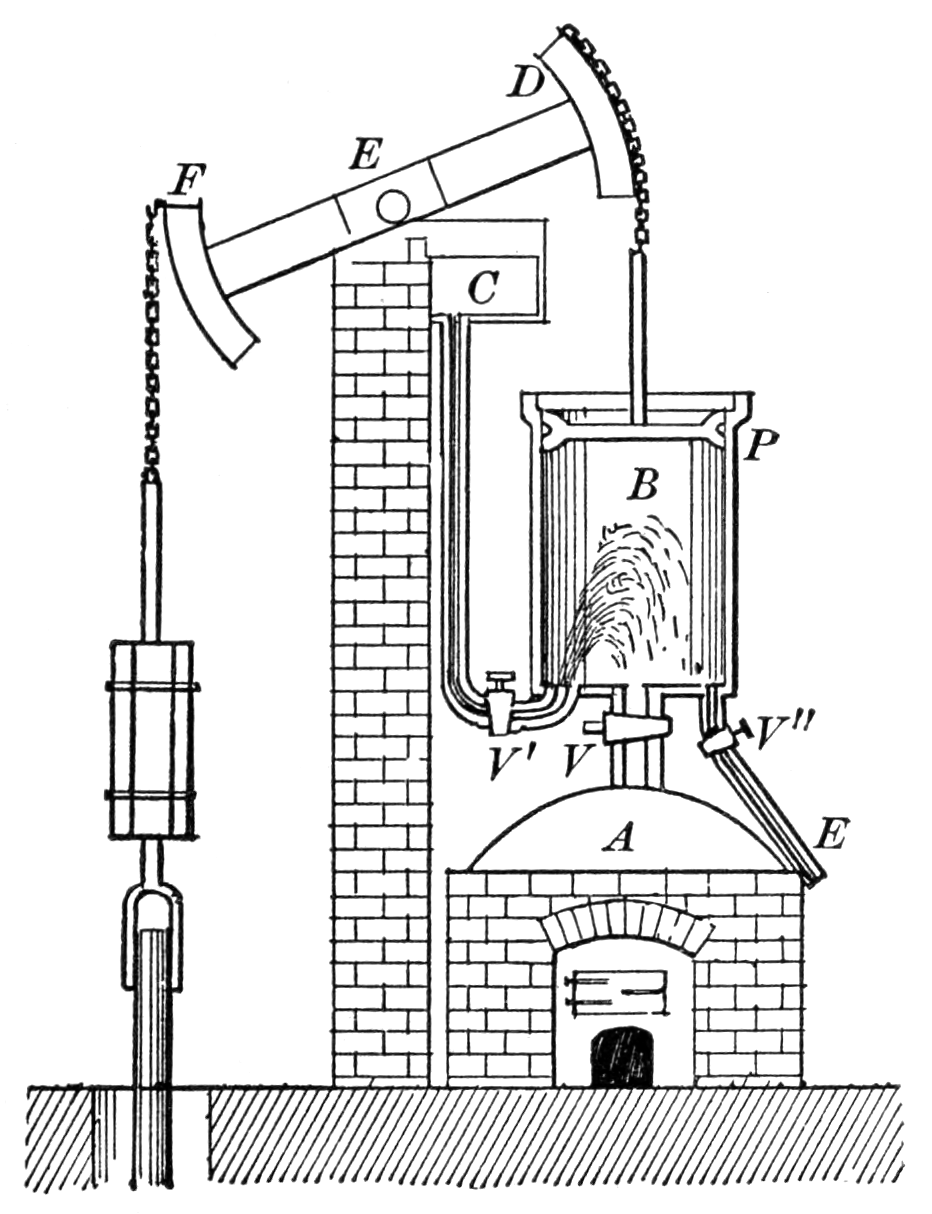
Prometeo II: La máquina de vapor de la Revolución Industrial.

## Evaluaciones de la tecnología en perspectiva histórica
Ver también: Historia de la tecnología, Energía primaria y Energía solar
En sus evaluaciones tecnológicas, Georgescu-Roegen utiliza los principios termodinámicos para usarlos en un contexto histórico más amplio, incluido el futuro de la humanidad.
De acuerdo con la terminología de Georgescu-Roegen, una tecnología es 'viable' solo cuando es capaz de devolver un excedente de energía suficientemente grande para mantener su propia operación, más algo de energía adicional que queda para otro uso. Si no se cumple este criterio, la tecnología en cuestión es solo 'factible' (si es factible), pero no 'viable'. Ambas tecnologías viables y factibles dependen de un flujo constante de recursos naturales para su funcionamiento.

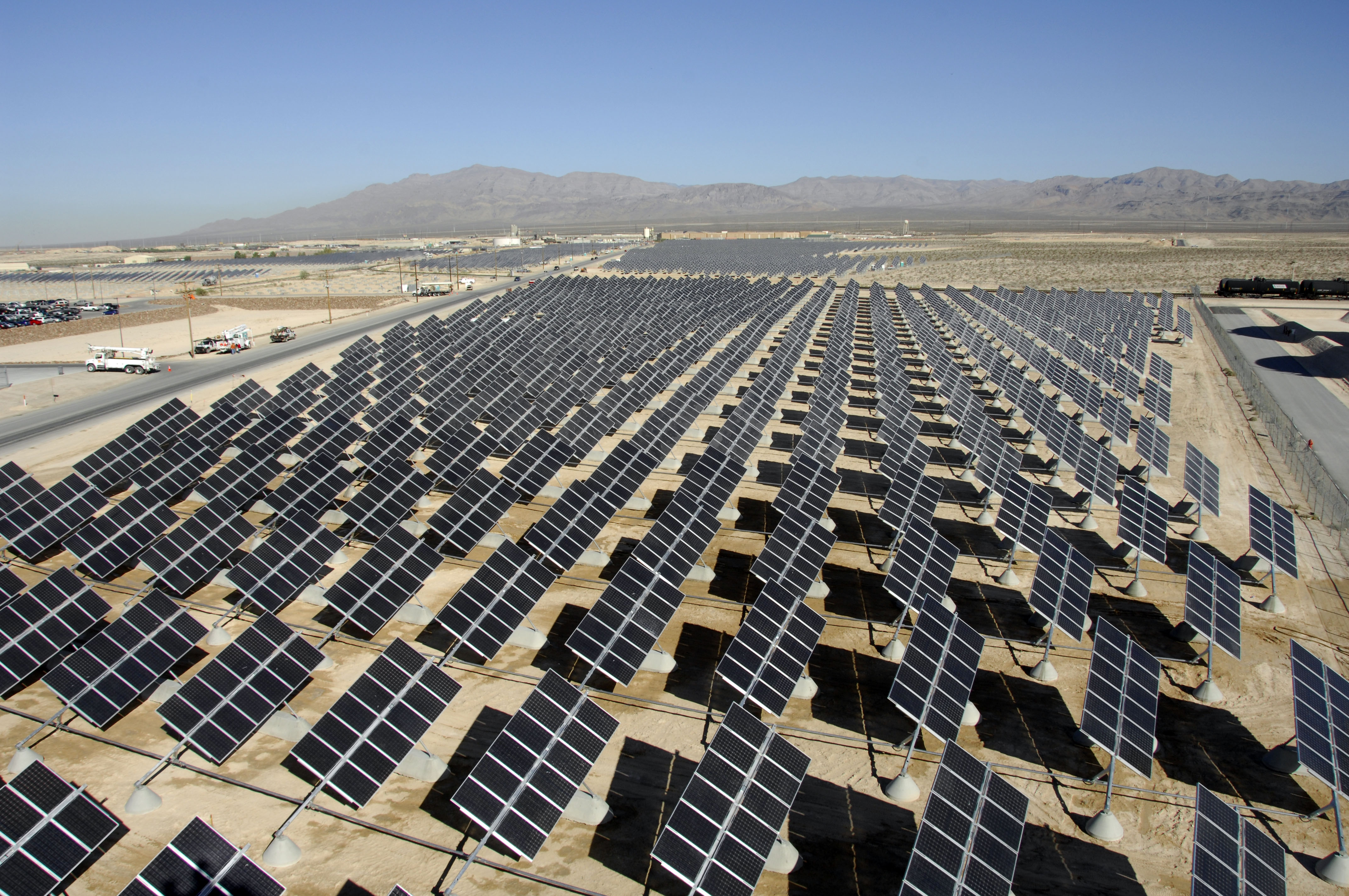
Prometeo III: colectores solares que devuelven una producción de energía suficientemente grande. Georgescu-Roegen creía que todavía no existía tecnología de este tipo en el mundo en su época.

Georgescu-Roegen sostiene que la primera tecnología viable en la historia del hombre fue el fuego. Al controlar el fuego, era posible que el hombre quemara un bosque o todos los bosques. También era posible cocinar alimentos y obtener calor y protección. Inspirado por el antiguo mito griego de Prometeo, el titán que robó el fuego de los dioses y se lo dio al hombre, Georgescu-Roegen califica el fuego como "la primera receta prometeica". Según Georgescu-Roegen, una importante receta (tecnología) prometeica posterior del mismo tipo (primero) fue la cría de animales, que se alimentaban de pasto y otra biomasa (como el fuego).
Mucho más tarde en la historia del hombre, la máquina de vapor surgió como la crucial receta prometeica del segundo tipo, alimentándose de carbón. La invención de la máquina de vapor hizo posible drenar el agua subterránea que inundaba los pozos de las minas, y el carbón extraído podría usarse a su vez como combustible para otras máquinas de vapor. Esta tecnología impulsó la Revolución Industrial en Gran Bretaña en la segunda mitad del siglo XVIII, mediante la cual la economía del hombre ha sido empujada a una larga trayectoria de crecimiento nunca antes vista con respecto al inventario mineral de la Tierra. Georgescu-Roegen enumera el motor de combustión interna y el reactor de fisión nuclear como otros ejemplos posteriores de recetas prometeicas del segundo tipo, a saber, motores térmicos que se alimentan de un combustible mineral (petróleo y uranio (más torio), respectivamente).

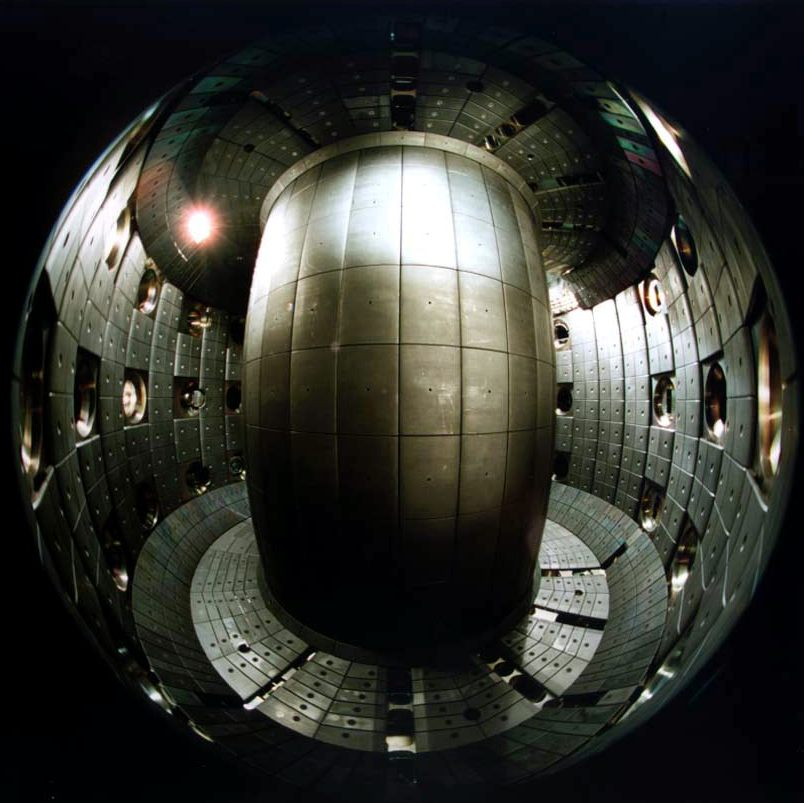
En la década de 1990, la tecnología de la energía de fusión aún estaba en proceso. La investigación y el desarrollo continúa en la actualidad.

Según una receta prometeica del tercer tipo, Georgescu-Roegen comprende un colector solar que devuelve una producción de energía neta suficientemente grande para suministrar toda la energía necesaria para fabricar un colector solar adicional del mismo tipo, constituyendo así una reproducción en serie completa con respecto a la energía solar solamente. El hecho de que colectores solares de varios tipos hayan estado en operación a una escala sustancial durante más de un siglo sin proporcionar un adelanto en la eficiencia energética llevó a Georgescu-Roegen a la conclusión de que aún no existía una receta prometeica en el mundo en su época. Solo estaban disponibles recetas viables para colectores solares, funcionando como lo que él etiquetó como 'parásitos' con respecto a las entradas terrestres de energía para su fabricación y operación, y como cualquier otro parásito, estas recetas no pueden sobrevivir a su anfitrión (el 'anfitrión' es el fuentes de las entradas terrestres). Georgescu-Roegen creía que para que una economía mundial alimentada por energía solar fuera verdaderamente autosuficiente en energía, aún no se había inventado un tipo de colector solar prometeico. Más tarde, se ha argumentado que la eficiencia de los colectores solares ha aumentado considerablemente desde que Georgescu-Roegen hizo estas evaluaciones.
Georgescu-Roegen señala además que, independientemente de la eficiencia de cualquier tipo particular de colector solar, la principal desventaja de la energía solar per se en comparación con los combustibles fósiles terrestres y el uranio (más torio) es la propiedad difusa y de baja intensidad de la radiación solar. Por lo tanto, se necesita una gran cantidad de equipos de materiales como entradas en la superficie de la tierra para recolectar, concentrar y (cuando sea conveniente) almacenar o transformar la radiación antes de que pueda utilizarse en una escala industrial más grande. Este equipo material necesario se suma a la operación "parasitaria" de la energía solar, según Georgescu-Roegen.
Evaluando la potencia de la energía de fusión como una posible fuente futura de energía, Georgescu-Roegen aventuró la opinión de que, con respecto a la fusión de confinamiento magnético, ningún reactor que se construya durará lo suficiente como para soportar y limitar la enorme presión térmica de los procesos de fusión plasmáticos del deuterio / tritio a través de un período de tiempo prolongado. No evaluó la otra de las dos principales tecnologías de potencia de fusión que se investigaban en su época, y aún se están investigando, a saber, la fusión de confinamiento inercial.
Todas estas evaluaciones de la tecnología tienen que ver solo con los recursos energéticos y no con los recursos materiales. Georgescu-Roegen enfatizó el punto que incluso con la proliferación de colectores solares en la superficie del globo, o el advenimiento de la energía de fusión, o ambas, cualquier economía industrial aún dependerá de un flujo constante de recursos materiales extraídos de la corteza terrestre, notablemente metales. 
Repetidamente defendió su argumento de que en el futuro, será la escasez de recursos materiales terrestres, y no de los recursos energéticos, lo que demostrará imponer la restricción más vinculante sobre la economía del hombre en la tierra. Como no tenía puntos de vista de defensa del espacio, Georgescu-Roegen no pudo evaluar la (aún) emergente tecnología de la minería de asteroides o cualquier otro tipo conocido de colonización espacial como potenciales para compensar esta futura escasez a la que se enfrenta la humanidad: estaba convencido de que a lo largo de todo su lapso de existencia, nuestra especie permanecerá confinada únicamente en la Tierra para todos los propósitos prácticos. Su visión paradigmática concluyó de ese modo.

## Lecturas selectas de Georgescu-Roegen (en inglés)
- "Mathematical Proofs of the Breakdown of Capitalism" (1960), Econometrica 28(2): 225-243.
- "Economic Theory and Agrarian Economics" (1960), Oxford Economic Papers 1960-12: 1-40.
- Analytical Economics: Issues and Problems (1966). Harvard University Press: Cambridge, Massachusetts.
- “Utility”, International Encyclopedia of the Social Sciences (1968). Macmillan: New York.
- Energy and Economic Myths: Institutional and Analytical Economic Essays (1976). Pergamon Press: New York.
- The Entropy Law and the Economic Process (1971). Harvard University Press: Cambridge, Massachusetts.
- “Afterword”, in J. Rifkin and T. Howard, Entropy: A New World View (1971). The Viking Press: New York.